# れいわ新選組

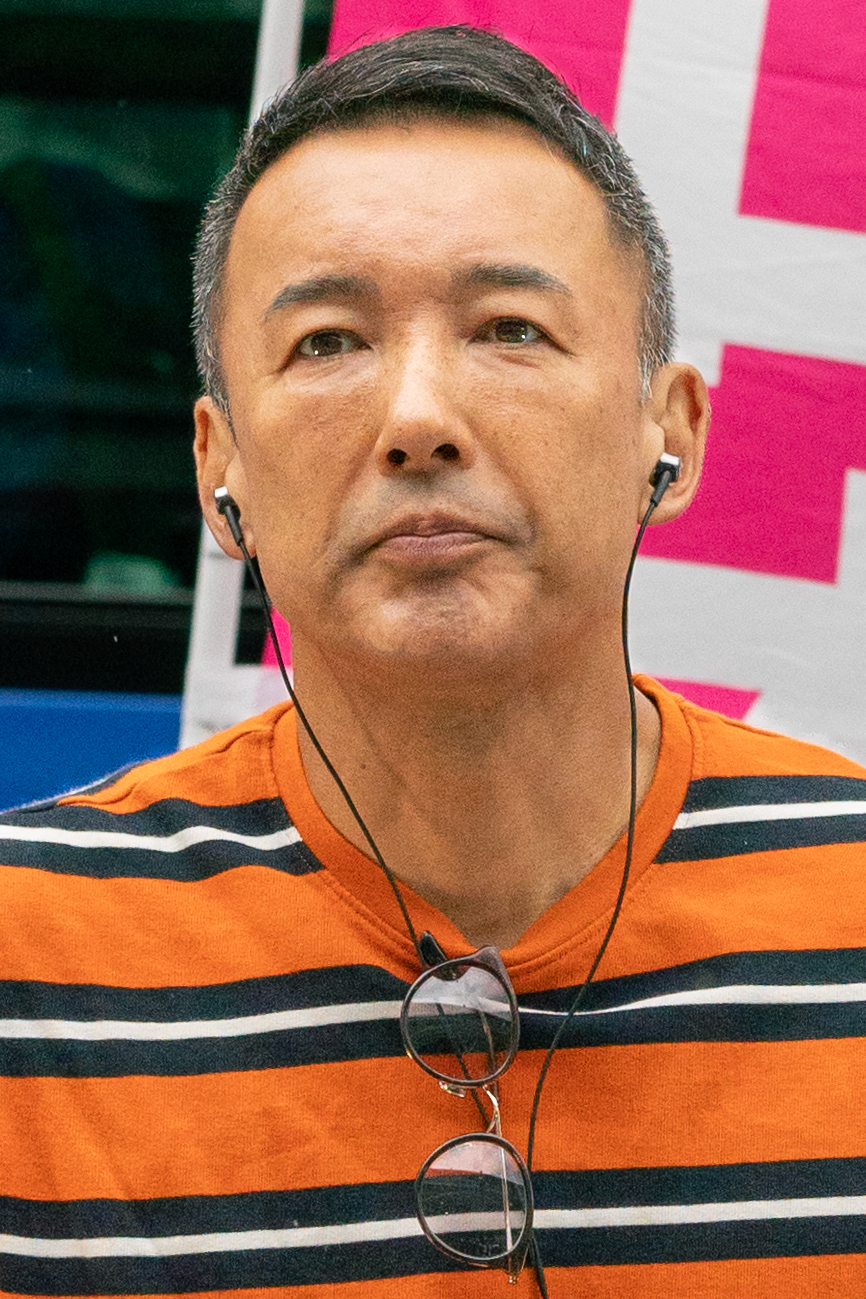
代表・山本太郎

れいわ新選組（れいわしんせんぐみ、英: Reiwa Shinsengumi）は、日本の政党。略称はれいわ。積極財政、消費税の廃止、産業の国内回帰支援、脱原発、グリーン・ニューディール、反グローバリズムなどを主要政策とする。
2019年4月1日に元俳優で参議院議員の山本太郎が設立した政党である。同年7月の第25回参議院議員選挙比例区で得票率2％を上回り、設立から約3か月半で政党交付金の交付対象となる政党要件を満たして国政政党となった。2025年7月現在、衆参合わせて15名の国会議員を有する。

## 党史

### 旗揚げ
2019年（平成31年）4月1日、自由党共同代表である参議院議員の山本太郎が同年夏に予定される第25回参議院議員通常選挙に向け、自身を含めた複数候補の擁立を目指し設立。10日に結党記者会見を行い党の理念や政策を発表した。
党名は新元号として「令和」が発表された日に届け出たことと、幕末に活動した新選組に由来する。一部で使われている「撰」ではなく「選」にしたのは「新しい時代に新しく選ばれる政党になるため」と説明している。「令和」ではなく「れいわ」としたのは読みやすさを意識したためである。また、新しい時代においても日本の皇室や伝統を守るという意味も込められている。「維新に負けるのではないか」という意見について山本は「維新を名乗りながら、権力側にべったりっていう、逆転現象起きてますから」と比喩した。
設立時点では山本は自由党を離党しておらず、記者会見では4月下旬離党予定と説明した（自由党は4月26日に国民民主党に吸収される形で解散。ただし山本自身は任期中の会派離脱は行わず、所属会派としては任期満了まで国民民主党・新緑風会に所属）。

### 第25回参議院議員通常選挙

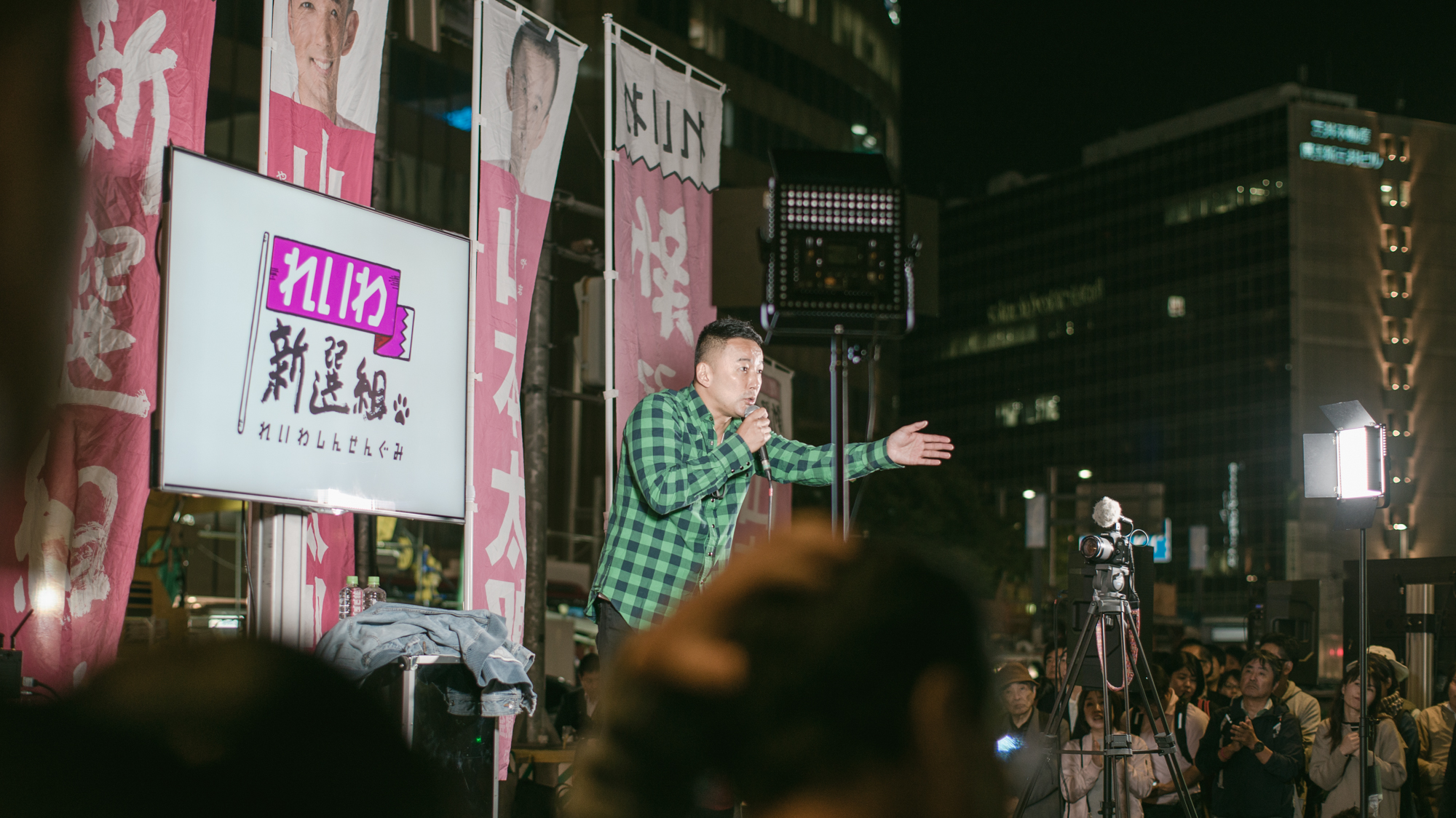
党のロゴと演説する代表の山本太郎
（2019年10月26日、福岡県福岡市博多区）

代表に就任した山本は、重度身体障害者、性的少数者（トランスジェンダー）、派遣労働者、コンビニ加盟店ユニオンの労働運動家、公明党の方針に異を唱える創価学会員など、社会的弱者を中心に第25回参議院議員通常選挙候補者を公示日前日までに9人擁立した（後述）。そして、山本自身は東京都選挙区から比例区に移り、かつ比例区特定枠に重度身体障害者2名を選ぶことによって背水の陣を敷いた。理念が共通すれば、党派を超えて地方の他党候補者の応援演説に入るなど、異色の街宣活動の模様はSNSや動画投稿サイトなどを通じて拡散され、フォロワー数、登録者数は連日増え続けた。寄付金も7月11日に3億円を超えた。
山本は政見放送で「死にたくなる社会から、生きていたい社会に」と呼びかけ、動画サイトでの再生回数は時の首相安倍晋三が出演した自民党の政見放送の13万回を上回る84万回（7月19日時点）と報道された。
しかし、このように話題性に富んだ状況だったとはいえ、れいわ新選組はいわゆる「諸派」であったことなどから、大手メディアに取り上げられることは少なかった。7月13日発売の週刊誌が「テレビ・新聞が黙殺する山本太郎とれいわ新選組」と題する記事を載せ、現状を報じると、わずかにテレビ朝日が7月15日朝の情報番組で野原善正（東京都選挙区）の公明党批判などを紹介した。7月17日、ロイターは、重度身体障害者が比例区特定枠に擁立されたことに注目し、「日本では身体障害者は陰で生きることが常に望ましいとされてきた。今回、2人の重度障害者が立候補したことは極めて稀なことである。彼らの立候補は、これまでの日本の国民の態度を変えさせんとする明確なサインであり、メッセージである。」とした。
7月18日には毎日新聞が、「メディアもあまり報じない山本太郎さん率いる政治団体『れいわ新選組』」という前置きから始まる記事を、7月20日には東洋経済オンラインが「大手メディアが無視する『れいわフィーバー』」と題する記事を配信した。選挙戦後半、れいわ新選組は、「放送禁止物体」と自ら称するまでになった。
選挙期間中の「れいわ祭」と称した街頭演説会には聴衆が数千人集まり、歓声があがる盛り上がりを見せ、Twitterでは「#比例は山本太郎」といったハッシュタグや政策がトレンド入り、山本代表の各地の街頭演説の動画が大量にリツイートされるなど、SNSと街頭演説での熱気は「社会現象化」、「れいわフィーバー」、「れいわ旋風」などと評された。「れいわ新選組／れいわ旋風」は2019年11月6日に発表された、「2019ユーキャン新語・流行語大賞」の候補30語にノミネートされた。
7月21日の投開票の結果、比例区特定枠の舩後靖彦と木村英子が初当選。党全体で2,280,253票、山本は当選者を含めた比例区の全候補者の中で最多の991,756票を得るも、3議席を得る得票数に至らず落選した。
しかし、政治団体が政党として扱われるために必須となる公選法上の政党要件となる比例の得票率2%をクリアし、結成から3か月で政党として扱われることとなった。政党要件がない諸派が比例代表の議席を得るのは、2001年の非拘束名簿式導入以降初の出来事であり、2023年現在、結成から1年経たずに政党となったのはれいわ新選組のみである。比例区での得票数も社会民主党を大きく上回り、国民民主党に次ぐ4.5%に達している。
また選挙では党首である山本が第23回参議院議員通常選挙の東京都選挙区に無所属出馬した際の得票数（66万6684票）の3倍以上となる約228万票を政党が獲得し、政治家としてより大きな支持を集めることとなった。選挙後、公式サイトで自身や候補者全員の当選が達成できなかったことを反省点とした上で、「山本太郎としての議席は失いましたが、れいわ新選組としては大躍進です」と支持者に謝意を表明した。
その躍進から他の野党の関心を得ることとなり、参院選の翌日になると、日本共産党の志位和夫委員長が方向性の近さを理由に共闘を呼びかけ、立憲民主党の枝野幸男代表は「連携できればありがたい」、国民民主党の玉木雄一郎代表も「早いうちに一度お話をさせていただきたい」と語った。

### 第49回衆議院議員総選挙に向けての動き
2019年参院選後、山本は次期衆院選に向けた野党連携に対し、「消費税5％への引き下げを共通の政策に掲げたい」と述べ、消費税率の引き下げで主要野党と合意できない場合は「単独でも（選挙を）できるような態勢を作っておくべきだ」とも語った。また、選挙戦で掲げた「原発即時禁止」については、「そこに強い打ち出しを持ったら、多分、野党全体で固まって戦うことが難しい」と指摘し、「電力系（の支持層）の力を借りながら議席を確保している人たちもいる」とも述べ、野党共闘の条件とすることには慎重な姿勢を示した。
2019年10月30日に山本は馬淵澄夫衆議院議員と共同で「消費税減税研究会」を設立した。山本の減税に向けた動きに対して共産党は政策合意を行ったが、旧立憲民主党は党所属議員の研究会への参加を党幹部の承認制にするなど、事実上の締め付けを行った。山本は消費税減税に消極的な旧立憲民主党に対し、「消費税率5%が飲めないなら、古い政治と新しい政治との衝突だ。新体制を目指す政治勢力の拡大に向け、勝手にやる」と述べ、12月末には消費税減税で野党が纏まれない場合、100～131人の公認候補を擁立する考えを示した。
2020年の東京都知事選挙では山本が党公認で立候補した。亀井静香、嘉田由紀子、山田正彦、須藤元気らの応援があった。この選挙では立憲民主党や共産党、社民党はすでに弁護士の宇都宮健児を支援する方針を決めており、野党間の主導権争いに直結する状況となった。山本は消費税の5％への減税を次期衆議院議員選挙での野党の共通政策にすることを求めたが、受け入れられず野党統一候補としての立候補が破談になったと説明した。また、山本の立候補には新型コロナウイルスの感染拡大で、得意としてきた街頭活動が自粛となったことによる党の存在感低下への焦りも背景にあると報じられた。7月5日の投開票の結果、現職の小池百合子が366万票を獲得し大差で当選。宇都宮は84万票、山本は65万票にとどまった。
7月3日、れいわ新選組の党員で前参院選の立候補者だった大西恒樹が自身の動画内で「どこまで高齢者を長生きさせるのか。命、選別しないと駄目だと思う」と発言。これに対し山本は7日に「処分するのは簡単だが、それでは問題は解決しない」「命について真摯に向き合うチャンスを与えたい」「レクチャーを受けていただく」などと具体的処分に言及はせず、対応に批判が集まったため、10日には一転して「除籍に値する」との認識を示した。14、15日に「レクチャー」として大西と当事者との対話、16日に講師を招いて研修が開かれるも、大西は謝罪を撤回し、自身の動画の再公開を行うに至った。党は16日夜に国会内で開かれた総会において大西の除籍を正式に決めた。
9月16日の安倍内閣の総辞職に伴う首班指名選挙においては他の野党と足並みをそろえる形で立憲民主党代表の枝野幸男に投票した。
2021年1月18日には山本が記者会見を開き、次期衆院選について、野党共闘が実現した場合30人、実現しなかった場合50人を擁立する見通しを示し、資金面などを理由に100人規模を目指すとしていた従来方針から下方修正した。また、自身も衆院選に立候補する意向を示したほか、立憲民主党などとの候補者調整を模索する考えも示した。同年の東京都議会議員選挙に向けては5人から10人の候補者を擁立する考えを示し、地方選での党候補擁立に消極的であった従来方針からの転換について山本は、「都知事選には出たが都議選に関与しないのは、矛盾があるという考えが生まれた」と説明した。最終的に都議選には3名の公認候補を擁立したが、7月4日の投開票の結果、当選者を出すことはできなかった。
9月30日、山本は立憲民主党の枝野と初となる党首会談を行い、両党が競合する選挙区で候補者の一本化を目指すことで合意した。また、枝野は岸田文雄が自民党の新総裁に就任したことに伴う首班指名選挙について、自身に投票するよう求め、山本はこれに協力する意向を示した。
10月6日、無所属の高井崇志が入党し、衆議院で1議席を得た。
10月31日、第49回衆議院議員総選挙（10月14日衆議院解散、10月19日公示）の投開票が行われ、代表の山本が比例東京ブロックで当選し国政復帰、その他比例南関東ブロックで22議席中20位で議席を確保、比例近畿ブロックで28議席中最下位の28位で議席を確保し、改選前から2議席増となる3議席を獲得した。一方、比例東海ブロックでは議席獲得相当の票を得たが、重複立候補者が小選挙区で10％未満の得票率にとどまったため、公職選挙法の規定により議席を逃し、次点の公明党に割り当てられた。
この選挙では岩井俊二、島田雅彦らから応援メッセージが寄せられた。山本は選挙結果について「おめでたくとも何ともございません。これからが始まりで大変な道のりだ」と述べたほか、衆参合わせて5議席となったことから、「一人前の国政政党としてスタートラインに立てた」と述べた。

### 第26回参議院議員通常選挙
2022年4月15日、代表の山本が衆院議員辞職の意向を表明し、同日議員辞職願を細田博之衆議院議長宛へ提出した。同日に行われた記者会見で同年7月に行われる予定の第26回参議院議員通常選挙へ立候補することを表明した。4月19日、午後の衆議院本会議で辞職が許可された。これにより比例東京ブロック次点であった櫛渕万里（東京都第22区から重複立候補）が繰り上げ当選した。
同年5月20日、山本が東京選挙区からの立候補を発表した。東京選挙区から出馬予定だった依田花蓮は比例区からの立候補に差し替えとなった。
第26回参議院議員通常選挙には、選挙区に代表の山本を含む5人と、比例代表に9人（このうち特定枠1人）の合わせて14人が立候補。山本は、「最大で8議席、最少でも3議席。2019年（前回参院選）に2議席を獲得したから、それを上回る結果が最低でも必要だ」とし、党勢の拡大を図ることを目標に掲げた。また、他党の候補では北海道選挙区の立憲民主党・石川知裕を唯一推薦した（結果、石川は落選）。7月10日の投開票の結果、代表の山本が東京選挙区で当選したほか、比例区で2議席を獲得し、特定枠の天畠大輔とタレントの水道橋博士が初当選し、合計3議席を獲得した。
これにより、改選前と合わせるとれいわの参議院における議席数は、5となり、国会の場において首相に対し直接質問ができる代表質問が可能となる。
同年12月18日、結党後初となる代表選挙が行われ、山本が当選した。19日、山本は櫛渕万里と大石晃子を新設された共同代表に指名した。
2023年1月16日、うつ病の症状により議員活動を休止していた水道橋博士が議員辞職した。これにより個人得票順で次点となっていた大島九州男が翌17日の選挙会で繰り上げ当選となったが、山本は記者会見で「残りの任期を有効に活用したい」として、「れいわローテーション」と名付けて比例名簿登載者のうち個人得票の多い順に5人（大島、長谷川羽衣子、辻恵、蓮池透、依田花蓮）が1年ごとに辞職し、残り任期を5人が交代で務めると明らかにした。この案に対して立憲民主党の安住淳国会対策委員長は「国会議員という身分は重い。1年ごとに代えるのは違和感がある」と疑義を呈したほか、日本大学の岩井奉信名誉教授は「単なる『落選者救済』で、有権者の納得は得られない」と指摘するなど識者や世論から批判も出た。

### 第20回統一地方選
2023年4月の第20回統一地方選挙では、前半戦となる41道府県議選および17政令市議選では議席を獲得できなかったが、一般市議選では25議席を獲得した。
12月13日、山本は「れいわローテーション」による議員の交代を当面見送ると表明。党関係者によれば大島が辞職に納得せず、合意に至らなかったとしている。

### 第50回衆議院議員総選挙
2024年10月27日執行の第50回衆議院議員総選挙に、同月9日の時点で29人の候補を擁立予定としている。一部前職議員・元議員についても国替えを行い、櫛渕万里は東京都第14区に、高井崇志は埼玉県第13区に、辻恵は愛知県第15区になるなど、前回総選挙の選挙区から変更となった。
一方で、立憲民主党が擁立を予定している同党代表の野田佳彦が擁立される千葉県第14区に反原発活動家でイラストレーターのミサオ・レッドウルフ、元代表の枝野幸男が擁立される埼玉県第5区に自然保護活動家の辻村千尋、元財務大臣の安住淳が擁立される宮城県第4区に前回の総選挙では立憲公認で岩手県第2区から立候補した大林正英（元岩手県釜石市議）の3人を、それぞれ「刺客」とも言える公認候補を擁立した。山本の主張として3年前の総選挙の際に野党共闘の調整で候補者の4割をおろしたが、消費税5%とする公約を反故にされたことに対する報復として「民主党は自民党の劣化コピーだということを、多くの人々に知っていただかないといけない。自民党に対抗馬を立てていくよりも立憲という皮をかぶって、野党のフリをし続ける重要人物のところに立てていくのが重要。選挙で落ちてもらうしかない」と、大物議員に対し「刺客」を擁立する意図を明かした。
また、沖縄県でも沖縄県第4区に野党共闘「オール沖縄」が擁立する立憲公認の新人候補・金城徹（オール沖縄共同代表）に対し、前豊見城市長の山川仁の擁立を主張して決裂し、独自に山川の擁立を発表。さらに日本共産党の赤嶺政賢が立候補予定の沖縄県第1区にも一時、新人候補を公認候補として擁立を発表（後に擁立撤回）し、野党共闘に否定的な山本の意向に沿う形で対立候補を擁立する動きを見せ、日本共産党など一部野党から反発を招いている。
投開票の結果、選挙区では全敗に終わったものの、比例代表の東北・北関東・東海・九州各ブロックで初めて議席を獲得し、公示前の3議席から3倍の9議席に増やした。ただ、比例復活した候補者の全員が小選挙区で惜敗率50%以下の得票で、東北・東海ブロックでは供託金が没収され当選資格を失った重複立候補者も出た。

### 第27回参議院議員通常選挙
2025年の第27回参議院議員通常選挙には、選挙区に12人と、比例代表に12人（うち特定枠1人）の合計24人を擁立。公約には消費税の廃止を掲げ、物価高対策として一律10万円の現金給付を盛り込んだ。
7月20日の投開票の結果、選挙区では全敗、比例で3議席の獲得に終わった。
新興政党の中では、躍進した参政党に比べて、やや埋没する展開となった。「消費税廃止」を掲げて政権批判票を取り込みを図ったが、重視していた比例区での得票が伸びを欠いた。

## 沿革

### 2019年

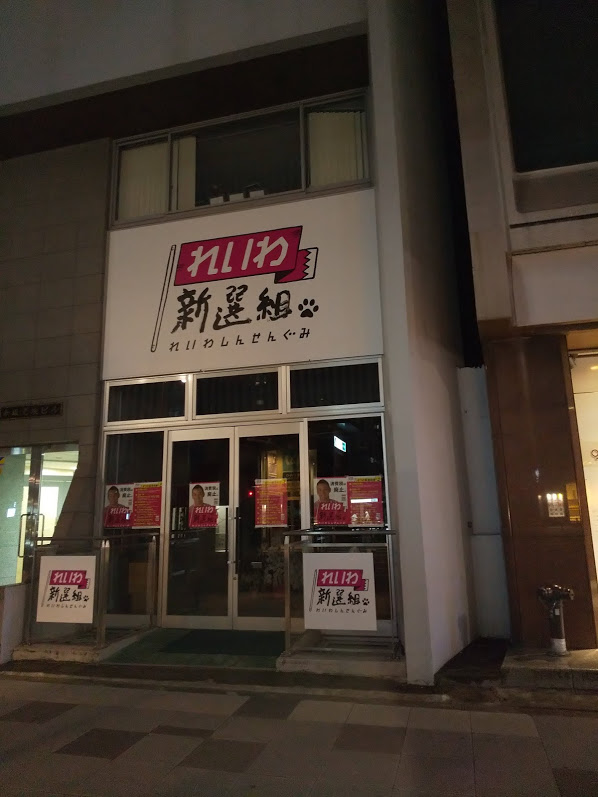
旧党本部（2019年9月22日撮影）

- 4月1日 - 平成に代わる新元号「令和（れいわ）」が発表されたその日に政治団体「れいわ新選組」を立ち上げた。
- 4月10日 - 山本太郎[128]は国会内で記者会見し、4月1日にれいわ新選組を立ち上げたことを報告した[1]。
- 5月10日 - 全国各地での街頭演説やインターネット上で募った寄付は、設立40日目で1億円を超えた[129]。
- 5月30日 - 東京都新宿区四谷に事務所を開設。
- 7月4日 - 第25回参議院議員通常選挙が公示され、れいわ新選組からは計10人が立候補した[130]。
- 7月11日 - 寄付金が3億円を超えたことを公式Twitterで報告した[44]。
- 7月21日 - 第25回参議院議員通常選挙が執行され、比例区特定枠の舩後靖彦と木村英子の2人が当選。また、寄付金が4億円を超えたことを山本代表が同日に発表した[131]。
- 7月25日 - 総務省に政治資金規正法に基づく要件を満たす政党として届け出を行った[132]。
- 8月1日 - 臨時国会が召集され、参院選の比例区特定枠で当選した舩後靖彦と木村英子が国会議事堂に初登院した。また、夜には山本代表の街頭記者会見[133][134][135][136]が新宿駅西口小田急デパート前で開催された[137]。
- 9月12日 - 山本代表が日本共産党の志位和夫委員長と会談し、共産党が提唱する野党連合政権の樹立に向けた「政権構想」に関する協議を始めるべきだとの考えで一致した[138]。
- 9月17日 - 新本部事務所が港区赤坂にオープン。同日に行われた事務所開きには木村英子議員、辻村千尋、渡辺照子、三井義文の4人（スピーチ順）が駆け付けた。
- 10月28日 - 東京国際映画祭に、れいわ新選組の参院選での戦いを描いたドキュメント映画「れいわ一揆」が参加（日本映画スプラッシュ部門）、オープニングのレッドカーペット（東京・六本木ヒルズ）に舩後靖彦議員、辻村千尋、安冨歩、渡辺照子、原一男監督の5人が登場[139]。11月2日にはワールドプレミアで初上映される[140]。
- 11月6日 -  2019ユーキャン新語・流行語大賞の候補30語に「れいわ新選組／れいわ旋風」がノミネート[141]。なお、12月2日に発表された新語・流行語大賞トップ10には入らなかった[142]。

### 2020年
- 2月2日 - 2020年京都市長選挙において日本共産党との推薦だった福山和人が第2位で落選した[143]。
- 4月30日 - 2020年度補正予算の採決では自由民主党、公明党、立憲民主党、国民民主党、共産党、社民党などが賛成したが、れいわ新選組は反対した[144]。
- 6月15日 - 山本代表が18日告示、7月5日投開票の東京都知事選挙に同党公認で立候補すると発表した[145]。
- 7月3日 - 2019年の参院選の比例区で立候補した大西恒樹が自身の動画で「どこまで高齢者を長生きさせるのか。命、選別しないと駄目だと思う」という命の選別発言に批判が殺到。同7日に問題となった動画を削除して謝罪。山本代表もこの件について同日にれいわ新選組の公式サイトで釈明をした[146]。
- 7月5日 - 東京都知事選挙（候補者数22）において公認候補の山本太郎が第3位で落選した[147]。
- 7月16日 - れいわ新選組の総会が国会内で開かれ、3日に命の選別発言で批判殺到となった大西恒樹の除籍を正式に決めた[148]。
- 8月22日 - 総会において、綱領及び規約を一部改正、また副代表に党所属の参議院議員である舩後靖彦・木村英子が就任[149][150]。
- 11月22日 -本部事務所が千代田区麹町に移転した[151]。

### 2021年
- 1月18日 - 山本代表が次期衆院選に出馬する意向を表明した[152]。
- 6月7日 - 兵庫県尼崎市議会議員選挙（定数42・候補者数55）にて、山本代表が個人推薦した現職田中淳司が当選[153][154]。
- 9月8日 - 市民連合主導で立憲民主党、社民党、日本共産党との次期総選挙における共通政策での野党共闘を締結し、その調印式に山本代表が出席した[155]。
- 10月11日 - 横浜市での山本代表の街宣で、同代表が次期衆院選の東京8区からの出馬を断念したことを発表した。この区での野党候補乱立を避けるため。
- 10月16日 - 山本代表が改めて次期衆院選は小選挙区ではなく比例東京ブロックから出馬すると発表した。既に発表していた8選挙区の公認候補を取り下げ、うち4人を比例代表の単独候補に回す方針も示した[156]。
- 10月19日 - 第49回衆議院議員総選挙公示。山本代表含む21人が立候補。
- 10月31日 - 第49回衆議院議員総選挙投開票。代表の山本が比例東京ブロックで当選し国政復帰。その他、多ケ谷亮が千葉11区で落選するも、重複立候補していた比例南関東ブロックで復活当選（22議席中20位）。大石晃子が大阪5区で落選するも、重複立候補していた比例近畿ブロックで復活当選（28議席中最下位の28位）。これにより改選前から2議席増の3議席獲得。

### 2022年
- 4月19日 - 山本太郎代表が次期参院選立候補のため衆議院議員を辞職した。これに伴い、比例東京ブロック次点の櫛渕万里が繰り上げ当選した。
- 7月10日 - 第26回参議院議員通常選挙が執行され、東京都選挙区の山本太郎、比例区特定枠の天畠大輔、比例区の水道橋博士の3人が当選。比例区での得票数は2,319,147票、得票率は4.3%。
- 9月11日 - 沖縄県宜野湾市議会議員選挙（定数26・候補者数31）にて、プリティ宮城ちえが当選[157]。市区町村議会議員選挙においてれいわ新選組の公認候補が当選するのは結党以来初となる。（ただし、当選直後に発覚した「マルチ商法で全国から不正に金を集めたとみられる投資グループ関係者を元教え子に紹介した問題」の責任を取り、翌月6日付で離党している。）
- 12月18日 - 結党後初となる代表選挙が行われ、山本太郎が当選。

### 2023年
- 4月 - 第20回統一地方選挙では全国の市区議選に25名（うち、女性10名）の当選者を出した[158]。
- 12月 - 10日、東京の渋谷及び原宿で「増税？ダメ♡絶対！」デモを行った。約1000人が参加した。消費税減税や廃止、インボイス廃止のコールのほか、イスラエルによるガザ侵攻に反対する「Free Gaza！」のコールも起きた[159]。14日、衆議院議員の大石あきこが衆議院内閣委員会でイスラエルのガザ侵攻に対して「これが虐殺でなくて何なのか？」「これが力による一方的な現状変更でなくて何なのか？」と批判し、日本政府にイスラエルに対して休戦を求める質疑を行った。大石の質疑はインドネシアのメディア「FEJ World」などで取り上げられ、SNS上でも広く拡散され、国内外で注目を浴びたとジャーナリストの志葉玲は報じた[160]。サウジアラビアのメディア「アラブニュース・ジャパン」でも大石の親パレスチナ的な姿勢は好意的に報じられている[161]。

### 2024年
- 4月1日 - 村上みさと（岩手県・紫波町議会議員）が離党。
- 5月21日 - 小山千帆（埼玉県・川口市議会議員）が離党[162]。その後、同年7月26日に議員辞職。
- 7月19日 - 山下みゆき（栃木県・下野市議会議員）が離党。
- 8月1日 - 日銀による利上げは企業の借入金利が上昇し、資金繰りに行き詰って倒産する企業がさらに増えるとして反対をする声明を発表した。他にも住宅ローンの変動型金利も上昇し、ローン残高が多い20代から40代にマイナスの影響が出ること、子育て世代の負担が重くなるなることに懸念を表明。消費税廃止と現金給付、物価上昇を超える賃上げを訴えた。[163]
- 10月27日 - 第50回衆議院議員総選挙。公示前の3議席から3倍となる9議席を獲得。

### 2025年
- 6月22日 - 2025年東京都議会議員選挙。世田谷区（定数8）、練馬区（同7）、杉並区（同6）でそれぞれ1人を擁立も全敗[164]。
- 7月20日 - 第27回参議院議員通常選挙。選挙区では全敗、比例で3議席を獲得。

## 政策
経済・産業政策などを柱に以下の政策を訴えている。以下掲載の政策はれいわ新選組の公式ホームページの「基本政策」を参照。

### 経済・産業

#### 財政・金融政策
- 積極財政で、暮らしを支える公共サービスを拡充する
- 誤った財政目標である、プライマリーバランスは破棄する
- 持続的な2%の物価安定目標の達成で、景気回復を実現する
- 積極的な金融政策で経済を活性化させ、適正な賃金や収入の得られる雇用・生業を増やす
- 財務省の任務を規定する財務省設置法第3条の「健全な財政の確保」を削除し、日本銀行法の「国民経済の健全な発展」と一致させることで、緊縮財政から脱却する
- 日銀は国会の民主的コントロールのもとにおき、物価安定目標は主要国の目標を参考に国会で定める
- 財政投融資を活用し、ケア・グリーン・デジタルなどの産業・事業への投資で、国と地方の経済を活性化し、雇用を生み出す
- 郵政事業を再公営化し、現ゆうちょ銀行の預金は国債や公的なグリーン債等の購入に充てる
- 再公営化した郵政3事業（郵便・貯金・保険事業）は地方の自治体、生活を支える金融インフラとして活用する
- 主要国では例を見ない国債の「60年償還ルール」を見直し、借り換えを行う

#### 税制
- 消費税は廃止する。最低でも5%への減税を実現する。
- 中小事業者やフリーランスの負担となる「インボイス制度」の導入は撤回する
- 法人税を引き上げ、累進課税を導入する。不況期には設備投資が滞らないための措置を検討する。大企業優遇となっている、現行の複雑な税制や租税特別措置を整理する。
- 所得税の累進を強化する
- 金融所得課税は、株の配当や譲渡益を分離課税とする現行制度を見直し、総合課税を検討する。金融所得が1億円を超えると負担率が下がっていく現行の優遇税制を見直す。
- 大企業の自社株買いに課税し、株価ではなく企業の利益を従業員に分配するように動機付ける
- タックスヘイブンを利用した日本の大企業の租税回避を規制し、公平で公正な負担を求める
- 財産相続によって格差が固定されないよう、是正方法を検討する
- 不況期には高額資産への資産課税を実施することで、富裕層の支出を促す
- 国際的な金融取引に対する課税や金融資産課税の導入を検討し、タックスヘイブン、課税逃れへの取り締まりを国際協力のもとで強化する
- 炭素などの温室効果ガスや汚染物質の排出に課税し、排出削減を促すことで健康や環境への被害をなくす。税収は現金給付に回し、負担増とならないよう配慮する。
- 法人税に累進課税を導入し、所得税の累進を強化することで、物価の自動安定化を目指す
- 重すぎる社会保険料負担を軽減し、所得税の累進強化と併せて公正な負担となるよう制度を見直す
- インフレ抑制が必要な場合は、優先度の低い設備投資への課税を検討する
- 円安など為替の変動による企業の棚ぼた利益に課税を検討する（ウインド・フォール税）
- 雇用を海外移転する企業への税控除廃止と国内回帰する企業への税控除を導入する。日本企業の海外収益への課税を強化する。
- 将来的に介護保険制度は廃止し、累進性を組み込んだ税方式にすることを検討する

#### 産業・中小企業政策
- 日本企業の99.7%を占める中小企業数を減らさないという政策目標を復活させる
- 中小企業に対しても、脱炭素などの環境保護規制や最低賃金引き上げなどの労働関係ルール、ジェンダー平等、多様性尊重などのルール強化を追求する。その際、中小企業にとって負担が重くなりすぎないよう、補助金、社会保険料負担の軽減、政策金融機関を通じた融資などによる支援制度を整備する。
- 防災や老朽インフラの長期的・計画的な更新で、地域の小企業に安定した仕事を確保する
- 再生可能エネルギーへの転換を通じ、小型の発電・蓄電設備の製造や設置・保守点検などで、地域に産業と雇用を創出する
- 再生可能エネルギー転換にともなう小規模電源を、住民はじめ関係当事者が管理する仕組みとして、協同組合という形態を利用しやすくする
- 保育所など福祉事業においても、協同組合の形態を利用しやすくすることで、利用者や従業者の自主運営をすすめる
- 地方金融機関を地方の中小企業を支える公共的役割を持つものと位置付け、制度改革を行う
- 原発は廃止し、グリーン産業に10年間で少なくとも200兆円（毎年国費5兆円、民間資金15兆円）の投資を行い、持続可能な産業への転換を加速させる
- 再生可能エネルギーの需給を調整する、デジタル技術の開発・導入をすすめる
- 省エネなどのエネルギー効率化で光熱費を削減する、ESCO事業を推進する
- デジタル技術による監視社会化を防ぎ、個人情報を保護するための法制度を強化する
- 最新のデジタルインフラ整備を国が保障するとともに、その行政における活用については、個人データの利用についてのコントロール権や幅広い住民の合意を担保する
- マイナンバーカードは廃止する。保険証や免許証の統合は行わない。
- 現行のマイナンバー制度は、国家による個人監視や社会保障の削減につながる懸念があることを踏まえ、抜本的に見直す。公正な税の徴収と現金給付などに特化した、デジタル制度を新たに検討する。
- マイナンバーの活用については、個人情報保護などの観点から、情報連携及び利用範囲の拡大をいったん白紙に戻す
- 企業主導のスーパーシティ構想は中止し、住民参加で行政のデジタル活用を考える
- 「人減らし」のためのデジタル技術活用ではなく、労働力不足を補うための活用を重視する
- 巨大IT企業のデータ独占を禁止し、データは公有財産であるとの認識に立って、あらゆる人が恩恵を受ける「データ・コモンズ」を促進する
- 個人情報の保護を担保した上で、公益性が高く、デジタル格差の是正につながるAI・デジタル事業を支援し、活用を促進する
- 医療分野などにおけるビッグデータの活用やゲノム医療については、個人情報の保護、差別の防止及びその他の倫理的な問題点を審査、議論する公的機関の設置を前提とし、安易な推進は行わない
- 政府機関が調達する商品については、国内調達比率の引き上げを行う
- エネルギーなどの重要産業や半導体産業などの先端産業については、国内生産を一定の比率で維持する、あるいは高めることを条件に補助金を交付する
- 国有・公有・協同組合など企業所有形態の多様な在り方を促進する
- 協同組合など社会的事業所に対する支援を行う。協同組合の形態を利用しやすくするために、起業時の無利子及び低利融資や期間を定めた人件費補助などの措置を図り、利用者や従業者の自主運営をすすめる。
- 農業などの慢性的な人手不足産業、省力化が可能な産業については、省力化、自動化に資する技術の開発を積極的に行う
- 交通の自動運転技術については安全性の確保を前提とし、安易な推進は行わない
- 日本の成長を支えてきた製造業の空洞化を止め、日本が誇る「ものづくり」の技術や知見を継承していくために、国が財政出動で「メイド・イン・ジャパン」を支える
- 製造業の構造転換や国内回帰を国が支えるとともに、それらの産業を担う職人や技術者の、雇用の安定化と賃金の改善を目指す

#### 労働政策
- ロスジェネ世代をはじめとして、希望する人に安定した雇用を保障する
- グリーン産業に10年間で官民合わせて200兆円を投資し、毎年250万人規模の雇用を創出する
- 年間3兆円の財政投資で介護従事者の給与を月10万円引き上げ、介護の現場で働く人を増やす
- 年間7200億円の財政投資で保育従事者の給与を月10万円引き上げ、保育の現場で働く人を増やす
- 看護師や病院事務職員などの処遇を大幅に改善し医療従事者を増やすことで労働時間や業務負担を減らす
- 最低賃金を全国一律1500円に引き上げる。中小企業には負担軽減のため、社会保険料の減免等の徹底支援を行う。
- 過労死をゼロにする。違法な不払い残業を根絶する。
- 派遣法を根本から見直す。派遣労働を含む有期労働契約を既存の就業が失われないよう配慮しつつ、原則禁止する。やむを得ない有期労働については臨時的に認められる条件を法律に明記する。
- フリーランス支援については、「労働者性の認定」を含めた法的位置付けの議論を早急に行う
- 同一価値労働・同一賃金を実現する。仕事内容が同じなら、賃金、福利厚生、その他の待遇は正社員か非正社員かにかかわらず同一とする。
- 全国の自治体でロスジェネ世代（就職氷河期世代）を10年間で10万人、地方公務員として採用する
- ロスジェネ世代の実態調査を行い、給付付きの職業訓練などの支援を行う
- ギグワーカーのような個人事業者の形態をとる雇用については、偽装請負を根絶する。企業に雇用責任を全うさせるとともに、労働者としての権利を保障する。
- 非正社員が希望する場合、直接雇用・無期雇用の正社員に転換できるようにする。派遣労働者についても、希望する場合、同一の事業所での勤務や直接雇用に転換できるようにする。
- 労働法全般において、使用者側の雇用責任を明確にする規定を拡充・創設し、罰則を明文化する。違法・潜脱・脱法に対しては罰則の強化を図り、労働者保護を徹底する。
- 恣意的な雇用調整の手段となっている「シフト制」への法的規制を行う。実質5割を切るケースも多い休業手当の補償率を引き上げる。
- フランチャイズ業界の健全な発展のため、フランチャイズ本部と加盟店・加盟者が対等な関係を築ける「フランチャイズ規制法」を制定する
- 大学院を卒業した「ポスドク」については、国会における立法スタッフなど、専門性を持った調査員として積極的に雇用する。他にも、海外留学経験を持つ有為人材を国会の調査部門や国会における議院法制局、国会図書館などで起用する。
- 公務員の採用に、大学院経験や留学経験が正当に評価される仕組みを導入する
- 「高度プロフェッショナル制度」を廃止し、裁量労働制の規制を強化する
- 法定労働時間を短縮するとともに、労働基準監督署の予算と人員を拡充し、違法な不払い残業、いわゆる「サービス残業」をなくす
- 残業の割増賃金率を大幅に引き上げ、残業時間上限を大幅に引き下げる
- 雇用・賃金における男女格差をはじめ、あらゆる格差と差別をなくす
- 違法行為を明文化し、刑事罰・民事救済を規定した「ハラスメント禁止法」を策定する
- ハラスメント被害が認定された場合、医師やカウンセラーによる診療・ケアや、労災保険の適用につなげるなど救済措置の制度化を目指す。また労働基準監督署のもとに、二次被害の心配のない相談窓口を設ける。
- 労働基準監督官・事務官への人権研修を徹底し、企業に対する資料開示命令など、権限を拡大する
- あらゆる職業差別をなくし、いかなる職業分野からも人権侵害や違法な労働条件をなくす
- 障害者の就業を一層促進する
- ILO条約第111号の「雇用及び職業についての差別待遇に関する条約」をただちに批准する
- ILOが提唱する「ディーセント・ワーク（働きがいのある人間らしい仕事）」を実現する
- 公務員のストライキ権を復活させる
- 労働組合運動を支援する。公労使の三者構成による労働政策審議会を、他の諮問機関よりも優越する機関と位置付け、労働者代表には多様性、当事者性が反映されるようにする。
- 「官製ワーキングプア」と言われる非正規公務員の賃金と待遇を改善する。生活相談員や図書館司書などは正規職員とし、専門性や経験が正当に評価されるようにする。
- 技能実習制度などは、国内労働条件の悪化の原因でもあり、廃止する
- 雇用の流動化を目的にしたリスキリングではなく、安定化につながる「給付付き学び直し」を促進する。所定労働時間を学び直しに充てることができるようにするとともに、出産・育児等で離職した女性に復職あるいは安定した再就職ができるような機会を提供する。
- 建設業界、運輸業界における劣悪な労働環境による人手不足を本質とした「2024年問題」を乗り越えるため、賃上げや労働環境の改善を行う。また、多重下請け構造を改善する。
- トラックドライバーの最低賃金を設定する。また十分な賃上げ原資が確保できる水準の標準運賃を設定し、その確実な運用を行う。
- 育児、家族介護、障害、がんなどの病気を抱えた人の就業継続を保障するしくみをつくる

### 脱原発！グリーン・ニューディール

#### 脱原発・エネルギー
- 原発は即時禁止し、政府が買い上げて廃炉をすすめる。廃炉を行う国営の組織をつくり、十分な国費を投じて最先端の技術を用い、慎重に廃炉をすすめる。
- 原発立地地域が原発廃止によって経済的打撃を受けないよう、誰ひとり取り残さない「公正な移行」を徹底する。移行措置として、これまでの電源三法交付金と同様の財政的支援を継続するほか、「廃炉ニューディール」で地域の産業・雇用を維持する。
- 原発禁止後は原子力損害賠償・廃炉等支援機構を改組し、透明性を高め、東京電力福島第一原発事故の被害者を誰も取り残さない形で、東電と国の責任で賠償を行う仕組みを構築する
- 原発被災者である福島県民の健康管理については、国が健康診断の費用を負担する。また医療費の無償化の継続と拡大を行う。
- 東日本大震災の被災地の復興支援は地域の住民の意見を最優先する
- 六ヶ所再処理工場などの核燃料サイクル事業を即時中止し、政府の責任で核廃棄物を保管する
- 東京電力福島第一原発の汚染水の海洋投棄は中止し、半減期1570万年のヨウ素129などの核種除去技術が確立するまで陸上で保管する
- 温室効果ガス排出量は2030年までに70%削減し、2050年までのできるだけ早い時期にゼロにする
- 2030年までにエネルギー供給の70%を、再生可能エネルギーでまかなうことを目指す。そして2050年までのできるだけ早い時期に再生可能エネルギー100%を達成する。
- 脱原発・脱炭素までは既存の火力発電所を活用し、段階的に廃止する
- 石炭火力発電所の新設を禁止し、2030年までに石炭・石油火力発電所の運転を終了する
- 暮らしの質を高めながらエネルギー利用効率を高め、2030年までにエネルギー消費量を40%削減し、2050年までに60%削減することを目指す
- 国内の金融機関や投資機関が、外国の石炭火力発電所建設に融資・投資することを禁止する
- 固定価格買取制度（FIT)を改善し、地域社会や環境・景観等に配慮しながら最大限の再生可能エネルギー導入を実現するとともに、電力消費者の負担を最小化する
- 送配電網が公正に活用されるよう、送電網の所有権分離を徹底する。必要ならば政府はこれを国有化し、公共投資によって最先端の送電網の建設をすすめる。
- 自然エネルギーを活用する新電力を支援するために、送電網のルールは抜本的に見直し、優先接続や優先給電を保障する。また、連係工事負担金や発電側基本料金のあり方を見直す。
- 自然エネルギーの導入に関して、渡り鳥の飛行ルートや森林などの自然環境の破壊を防ぎ、地域社会との摩擦を防ぐためのルール（ゾーニング等）を整備する
- 世界風力エネルギー協会（WWEA）のコミュニティパワー三原則（地域のオーナーシップ、議決権、利益還元）に則り、コミュニティパワーの拡大を目指す
- 大規模な送電システムのみならず、小規模の分散型送配電を推進する。また再生可能エネルギーによる水素の製造や蓄電池など、各種エネルギー貯蔵技術の普及を推進し、自家発電と非常用電源の活用を拡大する。
- 高性能化と省エネ化の技術革新で、日本が次世代半導体開発における自律性を確保するための支援を行う
- 工場やごみ焼却施設の排熱や余剰温熱・冷熱を利用する「地域熱供給システム」を各地に普及させる
- 10年間で官民あわせて200兆円のグリーン投資を行い、再生可能エネルギーや省エネルギーのほか、エネルギー供給インフラや脱炭素化新技術などのグリーン産業で、毎年250万人規模の雇用を創出する
- 国の水素基本戦略を抜本的に見直し、脱炭素化の代替手段がない分野での活用をすすめる。再生可能エネルギーを利用した国産のグリーン水素・グリーンアンモニアの供給を拡大する。
- 電力システムのデジタル化をすすめ、市場メカニズムによる需給コントロールを実現する。最先端の ICT 技術によりエネルギーの需給を最適化する。
- レアメタル、太陽光パネル、その他グリーンインフラのリサイクル体制を国家戦略として確立する
- 再生可能エネルギーを拡大するために、再エネの出力抑制ではなく火力の出力抑制を行う
- 電力ひっ迫や災害などに備え、地域をまたいだ電力融通の制度や技術の構築を積極的に国が支援する
- 再生可能エネルギー普及を最優先にしながら、つなぎのエネルギー源としてLNG（液化天然ガス）発電などを活用する。また天然ガスの供給を多様化するための外交政策を展開する。
- 営農しながら農地で自然エネルギーによる発電を行う「ソーラーシェアリング」を普及させる
- 森林資源を木材生産、炭素吸収、生物多様性の保全、そしてエネルギー供給源としてバランス良く活用する
- 脱原発・脱炭素に伴う地域経済の激変緩和や失業対策として、雇用創出、職業訓練、学び直しなどの支援に加え、所得補償制度などを創設し、誰ひとり取り残さない「公正な移行」を徹底する
- 規制や産業の移行にあたっては、下請けの切り捨てや中小企業の淘汰につながらないよう配慮し、当事者のコンセンサス（合意）と影響調査にもとづき、常に点検・修正しながら施策をすすめる
- 圧倒的な国費投入で、数十万人規模の良質な「低炭素型雇用」を創出する。特に人手不足が深刻な介護・保育・医療などのケア労働や教育分野の賃金を大幅に引き上げることで、雇用の受け皿とする。
- 国が「低炭素産業」でもある、文化・芸術の発展を支え、担い手を支援する
- 現在、ガソリン税ゼロを掲げているが、将来の景気回復と安定的な賃上げの実現を前提に、炭素税などの「カーボンプライシング」を導入して脱炭素をすすめることを検討する。既存のガソリン税は、炭素税として改組し、これらの「バッズ課税」によって得られた税収を「炭素配当」として現金給付することも検討する。

#### 自然環境保護
- 生物多様性の保全と持続可能な利用をすすめる
- プラスチックごみ回収の技術開発、システム拡充をすすめ、プラスチックごみの海洋汚染対策を強化する
- 中小企業淘汰につながらないよう配慮しながら、拡大生産者責任の考えに基づき、プラスチック材料製品の生産抑制、使用・廃棄の規制とともに、代替材料・製品の開発をすすめる
- 実効性のある環境アセスメントを実現するための法改正を行う
- 再生可能エネルギーの導入にあたっては、居住実態のある地域住民の参加と出資を要件とし、大企業などによる乱開発を防ぐ
- 毒性が懸念されている有機フッ素化合物（PFAS）による水の汚染については、米軍基地・施設を含む汚染源への立ち入り調査を速やかに実施し、国の責任で原因究明を行う

#### 防災・インフラ政策
- 「防災省」を設置し、洪水や渇水、土砂災害、感染症災害の被害を最小限にするため、省庁横断的に政策的・技術的資源を提供する
- 自然災害の被害を最小限にするために、センサー等を備えたインフラを整備する
- インターネットを通じて気象予測情報をリアルタイムで提供し、地域の危機管理に活かす
- 熱中症予防の情報システムの開発や、感染症の検疫体制の見直しを行う
- 高温耐性型の農業品種の開発・普及をすすめる
- 分散型の非常用電源ネットワークを導入する
- 森林の適切な保全・管理で土砂災害や洪水への防災力を高める
- 災害対策、気候変動対策を行っているNPOと連携し、プロフェッショナル人材を育成して公務員として雇用する
- 防災計画のための予算を復活する。防災インフラ整備のための公共事業は、地元の事業者及び地元の住民が事業を担う制度を整備する。
- 巨大地震等で生産・供給体制が甚大な打撃を受けても、日本の物資供給に致命的な影響が生じないよう、生産拠点とそのバックアップを各地に分散・構築する
- 被災者生活再建支援法の支援金の増額と、支給基準の見直しで、速やかな生活再建を実現する
- 発災、復旧、復興、それぞれの時期に必要な情報が、すべての人々に提供されるしくみを構築する
- 体育館等はあくまで緊急時の集合場所として使用し、中長期の避難所とすることを禁止する
- 民間のホテルなど宿泊施設を中心に避難所として活用すると同時に、すべての自治体があらかじめ定めておいた地域にコンテナ型の仮設住宅を設置する
- 災害時の避難に困難を抱え支援を必要とする避難行動要支援者への対応を強化し、個別計画を充実する。平時から防災研修・避難訓練への当事者参加をすすめ、事前避難体制を整備する。
- 要支援者の避難場所を福祉避難所に固定化せず、一般の避難所を誰もが利用できるユニバーサルな避難所として整備する
- 「道の駅」を防災拠点化し、防災トイレや非常用発電機、貯水タンクなどを常備する。また各都道府県につき１か所は広域防災拠点として、ヘリポート・緊急車両・自衛隊車両・救援物資の収集拠点にする。
- 自衛隊の災害活動として救命救助、国道などの復旧などに限定せず、民間事業者や民家に関する復旧作業にも従事、寄与できる体制を整える
- 災害ボランティアに関しても日給などの支払いを行い、人々の善意に頼り切った長期にわたる復旧・復興ではなく、被災者が一刻も早く日常生活を取り戻せる復旧・復興を行う
- 国が30年間で190兆円の予算を確保し、老朽化した道路、橋、トンネル、水道管など社会インフラを改修・修繕・更新する
- いわゆる「水道民営化」（上下水道へのコンセッションなどPFI手法の導入）などは行わず、公営を維持する
- エネルギー100%自給型の快適な公営住宅を建設し、高齢者・単身者などの住まいの権利を保障する
- 「燃料貧困」をなくすため、新規及び既存の戸建て・集合住宅の断熱基準をさらに高める。また省エネ設備導入のための支援を拡大する。
- 地域の工務店などが断熱施工、省エネ施行に対応できるよう、技術向上のための支援を行う
- 学校や役所など、公共施設や公営住宅の断熱改修と太陽光パネル設置をすすめ、ゼロ・エネルギー・ビル（ZEB）にする
- 交通の脱炭素化のために、最先端の技術を開発・普及させる。2030年には保有車の20%、2050年には100%を電気自動車など排出ゼロ自動車とし、充電設備を普及する。
- 鉄道・路面電車・バス網など地域の公共交通機関を維持し、アクセスを保障する。乗合型の公共交通（乗り合いタクシーなど）を各自治体で運営できるよう、財政支援を行う。
- 国鉄民営化の負の面を検証し、国の責任で鉄道網の再生支援を検討する
- 鉄道網は低炭素かつ農産物等の重要な「輸送インフラ」であることを踏まえ、国の財政支援で維持する
- 唯一、鉄道網が整備されていない沖縄県にも、公共交通整備の観点から鉄軌道整備の支援を行う
- 高速道路料金は無償化する
- 次世代のクリーンモビリティを実現するために、鉄道・路面電車・バス網など、各地の公共交通システムの充実と電化をすすめる
- 自転車専用レーンへの投資を支援し、自転車利用を促進する
- 未確立の技術に対しても、公的資金と民間資金を活用して官民共同で技術開発を行う
- 水資源など地域の自然環境や景観を著しく損ない、地域住民の意思に反したリニア中央新幹線や北陸新幹線の延伸については、計画を見直す
- 現状の公共トイレは維持しつつ、個室トイレの設置・併設をすすめる。乳幼児連れ、障害者、性的少数者など多様なニーズに応じた安全な個別トイレを増やす。

### 農林水産・動物福祉

#### 農林水産
- 食料の生産・確保が安全保障の要であることを踏まえ、減らされ続けてきた農業予算をまずは4兆円台に倍増する
- 農業政策の基本に「価格保障」「所得補償（直接支払い）」「備蓄強化」を据える
- 財政支出に基づく生産者への「所得補償（直接支払い）」を法制化する
- 法的拘束力を持つ食料自給率目標を制定し、早急にカロリーベースの自給率を現状の30%台後半から50%に高め、さらに意欲的な目標を追求する
- 肥料・飼料の安定的供給のために、輸入元の多角化と飼料用米など国内の供給体制の構築をすすめる
- 食料の安定供給を政府の責務とし、気候変動や災害による食料危機に備えて食料自給率の向上や備蓄の確保を行う
- 不測時に増産命令などを行う「食料有事立法」ではなく、恒常的な自給率向上に取り組むことを農業基本法に明記する
- 手厚い生産者支援を導入する。農産物の「目標価格」を市場価格が下回った場合には差額を政府が補填するしくみや、備蓄用の買い取り制度などを拡充する。
- 農産物の価格保障を国が行うことにより、農業従事者の所得の引き上げを目指す
- 水田農業は食料安定供給の基盤であることを踏まえ、主食としてだけではなく飼料用米の増産も支援する
- 予算削減を目的とする「水田活用の直接支払交付金の厳格化」は行わない。その上で、大豆や麦、飼料作物を栽培する農家を支援する。
- 「勝てる農業」を目指す競争的な農業政策から、国内の食料を確保し、地域の文化・環境を保全する農業へと転換する
- 米国から一定の輸入が事実上義務化されている「ミニマム・アクセス米（まい）」は廃止する
- 余剰農産物については責任を持って買い上げ、公的備蓄や国内外の支援を必要とする人々への食料支援に活用する
- バター、脱脂粉乳については「介入価格」を設定し、それを下回った場合は「介入価格」で政府が買い入れる
- 「漁業者所得補償制度」など支援の拡充により、漁業所得等の安定・向上と担い手の確保を目指す
- 現行の畜産や漁業の経営安定支援策、通称「マルキン」や「積立ぷらす」については、生産者負担部分をなくし、公費で支援する
- 有機農業を促進する。技術を持った生産者に対する農業機械などの購入や、研修等による技術継承を支援し、有機野菜の生産拡大を目指す。
- 学校給食や保育所で地元の有機食材を利用した「有機給食」の実現を目指す。併せて、有機食材の生産農家の見学や実習を導入し、理解を醸成する。
- 遺伝子組み換え食品の生産・流通・輸入を規制する
- 廃止された種子法の復活、種苗法における自家増殖禁止規定の見直しを行うほか、農業における新自由主義的な法制を見直す
- 森林や河川の整備、造林など「緑の公共事業」で地域の環境を保全し、雇用を創出する
- 最先端の伐採用機器導入や調査などのためのデジタル化を促進し、林業の安全性を高めて地域の安定した雇用とする
- 森林の計画的な伐採と、再造林（植林）率100%を目指すことで森林資源を保全する
- 民有林活用による里山保全のための土地法制を整備し、森林保護を徹底する

#### 動物福祉（アニマルフェルウェア）
- 工場的畜産を規制して、動物福祉（アニマルウェルフェア）に基づいた飼育や処分方法に関する基準を定める
- ペットの生体販売を禁止する。動物虐待に対する罰則の強化を行う。また取り締まりのためのアニマルポリスを導入する。
- 犬猫殺処分ゼロに向け自治体による引き取り・収容・殺処分を改善する。命の期限のない公的シェルターを全国各地に設置し、専門の公務員を常駐させる。
- 実験動物使用数の削減の義務化を追求する

### 子ども・ジェンダー

#### 子ども政策
- 子どもの貧困をなくすため、すべての子どもに所得制限なしで毎月3万円を給付する
- 子ども手当導入の際に廃止された「年少扶養控除」を復活させる。「扶養控除」は維持する。
- 子どもの発育と食育を支えるため、小中学校の給食無償化及び導入をすすめる
- 親族等のケアを担っている「ヤングケアラー」に必要なサポートを提供する
- 子どもの主権の観点から校則を見直すとともに、体罰やいじめのない学校を実現する
- 孤立を防ぐために、あらゆる人々が利用できる自治体やNPOの「居場所」づくりを支援する。子どもから高齢者まで、多様な世代の人々と交流できる、家でも学校でもない場づくりをすすめる。
- 児童虐待問題についての取り組みを強化し、一時保護など司法関与の強化と、家庭裁判所人員の増員をすすめる
- 芸能界などにおける児童労働・性的搾取・人間的発達を犠牲にしたトレーニングなどの実態を調査し、被害者の救済措置制度を設けるとともに、人権方針を策定するなどの改革を促す
- 国連子どもの権利条約が要請する「子どもの意見表明権」を保障するため、弁護士など第三者による「子どもの手続代理人（子どもオンブズパーソン）」制度の活用推進を国に求め、子どもの意見表明の権利を支援する
- 児童相談所の職員の増員と研修などの質の向上、虐待児童の保護を担う介入部門と、児童の支援を行う支援部門の明確な機能分化を行う。また支援枠における専門職（児童福祉司や児童心理司など）の体制強化をすすめる。専門性を持った職員は「異動のない常勤公務員」として採用・育成し、虐待児童を支える体制を作る。
- 虐待を受けた子どもの、保護者との関係性修復や保護者への支援に加えて、家庭復帰後の継続的な支援を行う。そのために、ファミリーグループ・カンファレンス等のプログラムを通して、当事者の子ども、保護者、親族、専門職、地域の関係者が話し合い、家族を支えるインフォーマルな関係づくりを担う取り組みをすすめる。
- 家庭復帰が難しい場合は、施設入所措置や里親委託等の措置を、裁判所や第三者機関が行う。家庭復帰の可能性があるケースには、裁判所などの第三者機関が家庭復帰までの道筋を示し、支援する。
- 里親への研修、サポート、処遇を大幅に改善するとともに、里親になる要件について、単身者やまだ数少ない同性カップルの里親が増えるよう支援を行う
- 虐待やDVの被害者をさらに追い詰める可能性のある離婚後共同親権については導入を見直す
- 施設において、社会的養護下にある者の高校・大学等への進学で必要な授業料や諸経費、また運転免許取得費用等、自立を支えるための経済的支援を強化する。施設を出たのちも、賃貸契約や雇用契約などの契約について、継続的に子どもの保証人ないし保護者を務める人を行政の支援で指定するほか、こうした契約で親権者の有無が障害とならないよう措置を講じる。また保証人がいなくても住む家を確保できる制度づくりをすすめる。
- インクルーシブ教育・保育を推進し、障害の有無や、民族性、性自認などの違いが、子どもたちの相互理解を高め多様性を認め合う保育所・学校づくりを目指す
- 現行の特別支援教育から、障害の有無で分け隔てられることなく共に学ぶインクルーシブ教育へ転換するための、具体的な達成目標、期間、予算を伴った行動計画を採択する
- 授業や学校活動における合理的配慮を提供できるよう、人材の育成・配置をすすめる
- 就学前からインクルーシブ保育・幼児教育を推進する。保育士・教員の加配、医療的ケアに対応できる人材の配置等、環境整備等への支援をすすめる。
- 障害児の就学先を教育委員会が判断・決定する現在の就学先決定のしくみを根本的に変え、どの子も地域の普通学校で学ぶことができるようにする。その上で、特別支援学校を希望する場合は、私立学校・民族学校等を希望する場合と同様に、学籍変更の手続きを行えるしくみにする。
- 特別支援学校在学の児童・生徒が居住地（通学区域）の学校へ転校を希望する場合の支援を拡充する
- 高等教育における障害学生にとっての障壁をなくすために合理的配慮をすすめる

#### 子育て・教育政策
- 保育所、幼稚園、こども園、そして学童クラブといった形態にかかわらず、包括的な公的子育て支援を充実させる
- 子どもの育ちや学び、ヤングケアラーなどの問題を所管する官庁を一元化し、縦割り行政による弊害をなくす
- 奨学金徳政令で、奨学金返済に苦しむ約580万人の借金をチャラにする。すでに返済した人に対する合理的補償を検討する。
- 一部の「谷間世代」だけが司法修習の給付金を受給できなかった不平等を是正するため、財政措置を行う
- 幼児から大学院生まで、保育・教育は完全無償化する
- 大多数が高校に進学する現在、高校は希望者全入にする。最低でも公立高校の定員内不合格はなくす。
- 高等教育への公的支出については、最低でもOECD平均の4.0%を上回る財政規模を確保する
- 夜間学校や二部授業の復活など、何らかの事情で学びを断念した人が学べる機会、学び直せる機会を保障する
- 教員の待遇・労働条件を改善するとともに正規教員の数を大幅に増やし、現在進行中の深刻な教員未配置問題を解決する
- さらなる少人数学級化をすすめる。短期的には学級編成の基準をOECD平均並みの小学校25人、中学校30人以下を目指し、中長期的には20人以下学級の実現を目指す。
- 教員の成果主義や給与査定を禁止する。教員の多忙・長時間労働を解消し、教員が本来業務に専念するため正規教員、スクールソーシャルワーカー、スクールサポーター、部活動指導員等を増員する。
- 新型コロナ感染症拡大を受けて広まった「遠隔授業」について、通信費やPCなどの設備面の支援を行う
- フリースクールやコミュニティスクール、民族学校など、多様な「学校」を認め、公的に支援する
- 大学の基礎研究に財政投資を行う。国立大学の運営費交付金を拡充し、成果主義的な研究費助成の割合を大幅に下げ、長期的な視点で研究に取り組めるようにする。
- 私学助成については、私立学校振興助成法の附帯決議にあるように、経常費補助率を50%に引き上げ、国立大学との公私間格差を是正する

#### ジェンダー平等
- 非正規雇用の7割を女性が占める現状を鑑み、男女の賃金格差の是正になっていない「同一労働同一賃金」制度を見直す。罰則規定を導入し、非正規労働に不利となる給与の活用係数計算を改める。
- 男女の賃金格差の要因となっている、退職金や家族手当など福利厚生も含めた詳細な規定と罰則を設け、企業が改善できる状況づくりや経済的支援を実施する
- 総合職・一般職の区分けによって女性が不利な状況に置かれている現状を改善するため、コース別雇用管理を廃止する
- 産休と育休の給与補償に対する国庫負担割を引き上げ、現在の2/3から100%の補償を実現する。また産休・育休が昇給・昇進の障害とならないよう規制を明確にすることで、男女の育休取得状況を改善する。
- 中小企業・個人事業者に対して、育児休暇取得にかかる財政や人材補充の支援を行う
- 離職中の女性のキャリアを活かす復職支援や、職業訓練、資格取得の支援を拡充する
- 育児手当・介護手当を国が創設し、家庭内のケアワークを適正に評価する
- 保育施設や介護施設を拡充し、保育や介護従事者を公務員化するとともに、給与を月額10万円引き上げる
- 学童保育指導員の給与や待遇を大幅に改善する
- 制度やルールを決定する場に女性を増やすことで、ジェンダーによって不公平が生まれる構造をなくし、男女共に働きやすい環境整備を行う。政党は候補者及び役員の、公的機関は各種委員会や審議会委員の、大企業は管理職や役員の50%を女性に割り当てるクオータ制を法制化する。
- すべての労働者が定時に帰宅できるよう、定時以降の残業代を5割増しにする等の罰則規定を設ける
- ジェンダー平等に取り組む企業に対して、補助金や税制などの優遇措置を行う。ジェンダー平等の推進を支援の対象に含め、その場合は支給基準となる要件を設定する。
- 女子生徒が入試で不利になる公立高校の男女別の定員（受験枠）の撤廃を目指す
- 進路指導において「男は理系、女は文系」、「女性は手に職を」といったジェンダーの固定概念を与えないよう、進路指導をする教員に対する研修を実施する

#### 性の自己決定と多様性の尊重
- 性に関する、精神面のケアを行うカウンセリングを保険適用にする
- 中絶を自由診療ではなく、保険適用とする
- 子どもを持つことが経済的負担とならないよう、すべての人が不妊治療の選択ができる環境を整備する
- 出産費用や出産前後の支援をさらに拡充する
- 出産時の麻酔利用を保険適用とし、無痛分娩が選択肢のひとつとなるようにする
- 「生理の貧困」をなくすため、庁舎や学校、公共施設で生理用品を無料かつ申請なしに入手・利用できるように設置する。現行消費税制度の間は生理用品に軽減税率を適用するよう求める。
- 「性教育」は権利である。現行の性教育には含まれない、オーガズム・性交・多様な避妊方法・生理・中絶などの事象も発達段階に即して学ぶ。また、健康な人間関係を築くための情報収集の仕方・意見形成や意思決定の仕方・他者の尊重等を学ぶ。
- 「ジェンダー教育」を義務教育の一環とし、性の在り方に対する思い込みや押し付けを減らし、LGBTQ+（多様な性）、ルッキズム（外見に基づく差別）、ボディシェイミング（他人の体形を蔑む）などについて理解を深める
- 性教育とジェンダー教育を各種団体や企業に対して提供する
- 女性の性と生殖に関する自己決定権を尊重し、「配偶者の同意」を必要としない中絶の権利を求める
- 妊娠中の女性が堕胎した際に刑罰に問われる、刑法堕胎罪を廃止する。同時に、遅れている日本の中絶技術を改善し、中絶した女性へのメンタルケアにも配慮する。
- 緊急避妊薬の薬局での販売を実現する
- 国際的な人権基準に基づいた「LGBTQ+差別解消」を目的にする法律を速やかに法制化する
- 同性婚を合法化する
- 選択的夫婦別姓を実現する
- 公的機関が発行する証明書（免許証やパスポート）において、性別欄にノンバイナリー（男女以外の性自認)を選択できるようにする
- 配偶者のいる夫婦に限定されている特別養子縁組、どのような形態のカップルもしくはひとり親でも利用できるよう支援する
- 各種支援金などが世帯ごとではなく個人に配布されるようにし、DV被害者や虐待被害者に対して、支援が行き渡らない現状を改善する

#### 性暴力
- DV（家庭内暴力）や児童虐待における性的被害について、行政調査で実態を把握し未然防止策を具体化する
- 安全確保・回復支援・自立支援・教育支援を実施し、被害者が孤立しない社会的理解を促進する
- 現行のDV防止法を改正し、被害者を網羅的に把握・保護するため、生活を共にしていない場合や婚姻関係にない場合、デートDVの被害者等も保護対象に加える
- 現在は精神的DVの一部としてとらえられている、経済的DVについて独立した支援を強化する
- 刑法性犯罪規定の改正をすすめる。性同意年齢を16歳に引き上げ、「強制性交」や「暴行」の定義についても、相手方の同意の有無を前提とし性的自己決定権・性的人格権を侵害しないよう改定をすすめる。
- 性犯罪における二次被害をなくす対策をすすめる。被害者が安心して相談できる対応窓口やカウンセリング窓口を行政が設置する。
- 災害時の避難所での性のトラブルをなくすため、女性やLGBTQ+の目線から対策をすすめる。避難場所で起こる性暴力への対策、プライバシー確保や多目的トイレの設置、生理用品の備蓄などを実施する。
- 加害者に対する更生プログラム（専門家による教育プログラムを実施後、個別カウンセリングによる再発防止）を拡充し、加害者が抱える問題の解決にも取り組む
- 加害者が孤立しないよう、問題を共有できる互助会的な場を設置する
- 「痴漢は性犯罪である」という認識の促進と、防止のための実態調査を実施し、満員電車をなくす対策を第一にすすめる
- わいせつ関連で不祥事を犯した教員の処分を適正に行う
- 国の予算措置により、 第三者委員会を各学校に設置し、性差別やハラスメントなどがあった場合に、対応する職員を配置することを義務付ける。問題の隠蔽や、性犯罪を公平に検討するしくみを作る。

### 障害・共生

#### 障害者政策
- 障害者総合支援法を見直し、難病等の社会的バリアを抱え、制度から抜け落ちてしまっている人を含める制度に拡充する
- 介護の必要な障害者の社会参加の権利を保障するため、重度訪問介護を充実・拡充する。18歳未満でも使えるようにするとともに、厚生労働省告示第523号の縛り（「通勤、営業活動等の経済活動に係る外出、通年かつ長期にわたる外出及び社会通念上適当でない外出」を対象除外）をなくし、重度訪問介護を就学・就労にとどまらず利用目的や対象者（年齢制限）を限定しないシームレスな制度（パーソナルアシスタンス制度）にする。
- 同行援護（視覚障害者の移動支援）・行動援護（知的障害者の生活と移動の支援）・移動支援も同様に、サービス利用目的に制限を設けず、使いやすい制度に見直す
- 地域生活支援事業（自治体事業）の移動支援、意思疎通支援（コミュニケーション支援）を国の事業に、任意事業を義務的事業にし、福祉における地域格差をなくす
- 常に医療的ケアを必要とする人に対する地域での在宅医療サービスを充実する。外出・通勤・通園・就労・就学・旅行への訪問看護利用を可能にするとともに、訪問看護を長時間継続して利用できるようにする。
- 医療的ケアの必要な障害児の保育・宿泊・親のレスパイトケア制度（医療的ケアの必要な子どもと家族が一緒にくつろいで短期間過ごすことのできる施設）を充実する
- 障害者の日中活動の場（障害者総合支援法上の生活介護、自立訓練、就労継続支援等のサービス事業所）への支援を拡充するとともに、地域移行の取り組みを推進する
- 本人の意思に反した代行決定など運用上の問題が多数発生している成年後見制度を抜本的に見直し、本人の権利行使を尊重し、新たな意思決定支援（支援付意思決定）の制度を創設する
- 65歳以上の障害者に対する介護保険優先原則をなくし、希望する人は障害福祉サービスを受けられるように見直す
- 支援・介助に携わる従事者の待遇改善のため、賃金の底上げを公費（税）で恒常的に図っていく
- 医療的ケアも含め、どんな障害があっても安心して暮らせるようバリアフリーな公共住宅を増やす
- 箱物施設から地域サービスに人的・物的資源と予算を移し、期間を区切って計画的に施設入居者、精神科病院の社会的入院者を減らす。原則新規入居・入院は認めず、入居施設、精神科病院は地域サービスのバックアップ機能（緊急時の短期入所、本人のためのレスパイト等）に段階的に移行していく。
- 地域移行、地域生活支援の推進の在り方を検討する場を設置するため、全施設入所者への意向調査を実施する
- 地域移行促進のために、施設・病院にいるときから、重度訪問介護や移動支援、看護小規模多機能型居宅介護（複合型サービス）などの地域サービスを利用して地域生活を体験できるようにする。また地域定着促進事業の利用期限をなくしていく。
- 障害者虐待防止法を改正し、病院・学校・保育所・官公署を対象に含める
- 施設・病院における虐待防止のため、利用者からの相談を受けられるような外部からの障害当事者オンブズパーソンを随時入れることを法制化する
- 外出の自由、年間退院・退所者の数、外部者の出入りの自由、施設内でのケアの内容などを数値として見える化し、それを報酬単価、介護報酬に反映させる。また職員の処遇改善に直結させる等、具体化をすすめる。
- 入院患者・施設利用者自身がサービス評価を行い、施設運営に参加できるようにする
- 施設・病院における虐待、権利侵害をなくしていくために、先進的な権利擁護の取り組みをしている施設・病院への視察や、当事者を含む講師による虐待防止研修を義務化する
- 雇用率未達成企業の存在を前提に成り立つ矛盾した制度である障害者雇用促進法を抜本的に見直し、適切な雇用の拡大を図る。福祉的就労に代わる制度を創設する。
- 障害者雇用率制度（法定雇用率）の対象範囲を、障害者手帳を所持しない発達障害者、難病患者等に広げる
- 合理的配慮の提供を義務化するにあたり、すべての建物のバリアフリー化、コミュニケーションツールの整備などの費用を国が補助する
- 通勤・就労に移動支援、重度訪問介護などの障害福祉サービスを使えるように見直す
- 職場開拓・定着・継続雇用のため、事業所及びハローワークに情報保障や障害特性を踏まえたコミュニケーション手段を有するジョブコーチ（職場適応援助者）を配置する
- 障害者雇用における最低賃金減額特例を撤廃し、経営的に厳しい中小企業等に対しては国が賃金補填措置を取る
- 特例子会社制度を見直し、親会社への移行を図るしくみをつくる
- 障害者の法定雇用率を上げるとともに財政支援を行う
- 法定雇用率達成のために、障害者雇用を肩代わりする企業を通して大企業の特例子会社等をつくり、単純作業にあたらせるといったしくみは、障害者の社会参加と労働を通してインクルーシブな社会をつくるという障害者雇用促進法の趣旨に反しているため、禁止する
- 「福祉的就労（就労継続支援B型）」の場で働く障害者（利用者）の現状改善のため、障害者のみを集めて訓練するしくみでなく、障害者も健常者と同様に、最低賃金を保障し、社会的協同組合、社会的企業のような、雇用・被雇用ではない第三の働き方への国・自治体の支援を法制度化する
- 心身障害、精神障害、高次脳機能障害、難病など、医療・保健との関係が深い障害の特性にあった支援体制構築のため、医療計画を立て、医療・リハビリにおける地域格差をなくす。公立病院、療育センター内に医療型ショートステイ施設を設ける。
- 障害特性に応じた支援を、保育サービスなどと併用して地域の同世代と切り離されない環境で受けられるよう、地域格差をなくしていく
- 自立支援医療について、低所得層への配慮をはじめとした負担軽減を図る
- 強制入院・強制治療をなくす。そのために短期目標として、精神科病院への措置入院・医療保護入院の要件を厳格化、入院期間に関して見直しを図る。
- 身体拘束・侵襲性の高い強制治療（薬物投与及びm-ECT）を禁止し、強制治療を受けた人を救済する方策を検討する。精神科病院従業者の定員を、入院患者に対し、医師数は一般病床の1/3、看護師・准看護師は2/3と規定している精神科特例をなくし、適正な基準を定める。
- 大阪教育大学附属池田小学校児童殺傷事件を契機に成立し2005年に施行された「心神喪失者等医療観察法」は、誰も予測不可能な「再犯のおそれが全くない」と認められるまで精神障害者を強制入院させることを事実上可能にするものであり、「精神障害者は危険だから閉じ込めるべき」という差別と偏見を助長する法律であるため、廃止を目指す
- 2015年に施行された「難病の患者に対する医療等に関する法律（難病法）」における指定難病の要件のひとつである患者数の要件「人口の約0.1%程度」を削除し、患者数に基づく医療費助成対象の線引きをなくす
- 指定難病であっても、「軽症」と診断されると原則として助成対象から外される。診断時軽症であっても、安心して治療を受け、重症化を防ぐことができるよう、助成対象の「軽症者外し」を撤廃する。
- 小児慢性特定疾病と指定難病における医療費助成の移行問題を解消する（原則18歳未満の子どもを対象にした「小児慢性特定疾病医療費助成制度」は、788疾病が対象だが、難病法に基づく「指定難病」は341疾病しかないため、20歳を超えると助成対象外となり打ち切られてしまう）
- 難病、慢性疾患のある人が治療を続けながら就労を続けられる支援体制を確立するとともに、適切な合理的配慮の提供がすすむよう、行政、民間事業者への働きかけを行っていく
- 障害年金の認定基準を見直し、機能障害種別格差や地域格差の是正等をすすめる
- 年金・手当以外の所得保障がない重度の障害者が健常者と同じように地域社会で生きていくために、所得保障の制度の充実を図る
- 無年金障害者に国としての救済措置を設ける
- 障害者手帳保持者に公共交通機関の割引制度を精神障害者にも適用し、差別的取り扱いをなくす
- 障害者基本法を見直し、移動の権利を明記する
- バリアフリー法改正によって生活関連施設に位置付けられた施設すべてのバリアフリー化を推進する。また法の基準以下の交通関係施設や小規模店舗におけるバリアフリー化を促進するため国が補助する。
- 既存の公立小中学校等について、障害に対応したスロープ、エレベータ―の設置等のバリアフリー化を計画通り実施できるよう、国の補助の算定基準を引き上げる
- 建築許可を発行する当局、技術者・建築家、都市計画者、交通輸送事業者、サービス提供者等の関係者に対し、当事者が参画したアクセシビリティに関する職員研修を必須化する。公共的な建築の設計時及びフォローアップには、重度障害者を含むあらゆる立場の障害者の人たちの参画を必須とし、誰もが使いやすいバリアフリー化を目指す。
- 駅のホームドア、音響信号機の設置率を上げる。空港アクセスバス・長距離バスを計画的にノンステップ・リフト付きバスなどのアクセシブルなものにしていく。
- 公共交通機関において、オンラインでの予約から決済・乗車までをスムーズに行えるようなシステムを構築する
- 障害者や高齢者で介助が必要な人が安心して公共交通機関を利用できるように、必要な介助員の配置を拡充する
- すべての車いすを利用者に対応できるユニバーサルデザインタクシーについて、当事者参画の下もと、認定基準を見直す
- 座席を複数必要とする障害者については一人分の料金で搭乗できるように改善し、国が補助する
- 障害特性に応じた情報提供や介助など、ハードとソフト一体の環境整備を行う
- 障害者基本法に情報アクセシビリティの権利を明記し、障害者が自由に情報にアクセスでき、自らのコミュニケーション手段を選択できるように、ニュース放送などに手話・字幕が必ず付くようにするなど、官民問わず、情報保障をすることを義務化する
- 障害者総合支援法を見直し、地域生活支援事業（自治体事業）である聴覚、言語機能、音声機能、視覚等の障害のある人に対する意思疎通支援（手話通訳、要約筆記、点訳等）の派遣を国の事業にする
- 緊急時における情報アクセシビリティを保障するために、公共交通機関や駅、役所などに電光掲示板の設置や手話通訳者の配置などを必須にし、国がその費用を補償する
- 視覚障害者等が利用できるようにウェブアクセシビリティを義務化する
- 視覚障害、その他の理由で紙媒体では読めない人のために、テキストデータの提供体制を整備し、読書バリアフリーを推進する
- 成年後見制度を根本的に見直し、知的障害、精神障害者、認知症高齢者も本人が意思決定することを前提に意思決定の支援を行う
- 手話を日本の言語として定める法律を制定し、手話言語の普及・保存・研究等を行うことで手話文化の振興をすすめる
- 旧優生保護法に基づき、被害を受けた約2万5千人に対し、国の責任と補償を明確化し、優生保護法問題の全面解決に向けた法整備を図る
- 安楽死・尊厳死の議論について、自分の命を人に委ねなくては生きていけない人たちの人権が蔑ろにされたままの状況が改善されていない。本人の意志や権利がしっかり守られ、誰もが生を平等に全うできる社会ができなければ、命の選択の議論はすべきではないと考える。「尊厳死」の法制化、「アドバンス・ケア・プランニング（Advance Care Planning ：ACP）」の推進には反対します。「尊厳ある生」を生きられるための人、医療・介護のサポート体制の充実、医療資源の充実を図る。

#### 多文化共生
- 通商協定を相手国の労働者の人権や労働環境などに配慮した条項にアップデートする再交渉を行う。同時に労働運動の抑圧や児童労働などの人権抑圧下で生産された競争力ある製品が輸入され、ダンピングや価格競争が強いられる場合には、制裁関税を課すなどの対処を行う。
- 異国間の争いに繋がる外国人参政権や移民政策には強く反対し、日本の国益と安全を守り、世界に誇れる国づくりを行う
- 入管施設への収容について司法審査による決定を導入し、収容には期限を厳格に設ける。収容者に対する相次ぐ人権侵害事件の再発を防ぐために、独立した「第三者委員会」を設置し再発防止策を講じる。また、様々な事情を考慮して外国人に「在留特別許可」を付与する際は厳しく精査し、国連自由権規約が保障する子どもの最善の利益や家族の結合権といった権利を踏まえ、家族分断が生まれないよう法制度の改善を行う。
- 難民支援を拡充するため、独立した「難民認定委員会」を設置し、難民認定業務を法務省・出入国在留管理庁から移管する
- 共生社会の礎となる、外国人の包括的な権利を規定する法律を制定する
- 「ヘイトスピーチ解消法」だけでなく、さらに外国人差別をなくすための法制度を整備する

### 社会保障・医療

#### 社会保障政策
- 健康保険証は国民の医療アクセスを保障する重要なものであるから、マイナンバーカードへの統合は行わない
- 後期高齢者医療制度は廃止し、全額公費負担とする。これによって「現役世代」の保険料負担を軽減する。
- 保険料負担率の高い国民健康保険の国費負担割合を現行の41%から50%に、中小企業従事者の協会けんぽの国庫補助率を健康保険法本則の上限20%にまで引き上げ、保険料負担を引き下げる
- 介護保険の国庫負担割合を50%以上に引き上げ、保険料を引き下げる
- 雇用保険の国庫負担割合を25%に引き上げ、保険料引き上げをやめる
- 介護保険の利用者負担を全員1割に戻し、低所得者の利用料免除・減免を制度化する
- 介護認定の「要支援１、２」のホームヘルプ、デイサービス利用を「介護予防・日常生活支援総合事業」（市町村事業）から再び保険給付に戻し、「総合事業」代用によるサービスの低下・利用者の負担増を防ぐ
- 介護保険サービスを趣味など生活の充実にも利用できるようにする
- 介護保険施設入居者・ショートステイ利用者の食費・部屋代の軽減措置（補足給付）の切り下げは行わない。補足給付の対象をグループホーム等にも拡大する。
- 年間3兆円の財政投資で介護従事者の給与を月10万円引き上げ、介護の現場で働きたい人を増やす
- 最先端の介護用機器を導入して、介護業務の負担を軽減する。ただし人材確保困難と介護ロボット・ICT活用等を口実とした「人員配置基準緩和」は行わず、現場の実態に即して人員配置基準を改善する。
- 直接訪問介護に従事する時間以外の「移動時間・待機時間・キャンセル」時間等については、介護報酬とは別に公費で負担するしくみとする
- 民間事業者だけでは必要なサービスの量と質がまかなえない、過疎地域で訪問介護サービスを行う事業所が近くにないなど、個別の事情により介護を断られる利用者等に対応するため自治体の福祉職を増員し、「公務員ヘルパー」を創設する
- 親族等のケアを担っている「ヤングケアラー」に必要なサポートを提供する
- 将来的に介護保険制度は廃止し、税方式にすることを検討する。その原資は、社会保険料の事業主負担を企業利益に応じた社会保障税として調達する。
- 生活保護の申請は国民の権利である。自治体の水際作戦を禁止し、生活保護申請の手引きを窓口に置き、誰でも申請できるような環境をつくる。また、申請をためらわせる要因となっている扶養照会（親族への照会）は廃止する。
- 憲法で定められた生存権保障が実現できているか、捕捉率の算定方法を研究協議し、定期的に調査・公表するしくみをつくり、生活保護の捕捉率を現状の2割から大幅に高める
- 生活保護の相談・申請受付・調査・決定のプロセスにかかわる相談員、ケースワーカーなど専門性をもった人員を増員する。保護費の給付（経済保障）と自立支援（社会福祉援助）、不正受給の防止と罰則適用は、複数の職員で担当し、利用者へのハラスメントを防ぐ。
- 生活保護の住宅維持費・敷金、出産扶助、入学準備金、移送費、家具什器費などの一時扶助については、最低生活費より少し上の収入でも、必要な扶助を必要な期間受けられるよう制度を見直す
- 生活保護の国負担を「10割」（全額国庫負担）とし、市町村の財政負担を理由とする実施機関による生活保護法運用上の格差をなくす
- 「最低保障年金」を導入し、低年金、無年金者の生活を支える
- 200兆円にのぼる「年金積立金」については、国債やグリーン債の購入に充てるほか、段階的に年間一定額ずつ取り崩して年金支給額に上乗せする
- すべての人に、個人単位・無条件で、お金を給付する所得保障政策「ベーシックインカム」についても、既存の社会保障制度での受益を損なわないことを前提に導入できるかどうか慎重に検討する

#### 医療政策
- 国立病院、公立病院の統廃合、病床の削減を推進してきた「地域医療構想」は行政的医療の拡充を図るために、根本的に見直す
- 緊急時の医療体制逼迫を防止するため、平時においては十分に余裕のある公的医療の供給体制を確保する
- 患者の権利を保障する法制度を整備し、患者が医療を受ける権利、医療現場で患者への権利侵害が起きた場合の権利擁護・救済のしくみ、医療政策の決定過程における当事者参加のしくみづくりなどの環境整備を行う
- 国際的に見て少ない医師や医療従事者の数を増やし、長時間労働や医療事故を防ぐ
- 医学部定員を増やし、 国が計画的に人材育成を図る体制を整え、医師不足を解消する
- 看護師の給与については、産業別最低賃金（特定最賃）を設定し、地域間格差を是正する
- 農薬、建築資材、柔軟剤等に含まれる化学物質による健康被害「化学物質過敏症」について、一層の調査を徹底するとともに、医療体制を整備するなどの対策を講じる
- 強い香料による「香害」については、アメリカの一部自治体が推進しているように、職場・医療関連施設・学校などを無香料にするなど、原因物質となる化学物質を予防原則によりできるだけ使用しない環境を確立する
- 香料の成分表示について、まだ義務化されていないものについても家庭用品品質表示法上の指定品目などと成分表示を義務付けることを検討する
- 新型コロナ後遺症やワクチン接種の後遺症やそれが疑われる場合には、国が責任をもって医療支援、補償等を行う
- 潜在看護師の復帰を支援するとともに、コロナのような感染症の再発に対応できるように国が医療機関の財源を補償し、増員と合わせ労働環境の抜本的改善を図る

### 政治改革・行政改革

#### 政治改革
- 政策決定における「利益誘導の禁止」と「当事者参画の徹底」を目指す
- 利害関係者への「利益誘導」につながることが判明した国家戦略特区制度を廃止する
- 元閣僚経験者や政府高官が辞任後も政策作成に関与し、自分の企業に利益誘導できるしくみを見直すとともに、「利益相反行為」への規制強化を行う
- 内閣人事局の在り方を見直し、公正な公務員人事を確立する
- 国会議員や地方議員の安易な定数削減は、多様な国民の声が届かなくなることから反対する。また、誤った政策である「身を切る改革」は行わない。
- 企業団体献金の禁止を法制化する（イコールフッティング、大企業から裏金をもらう自民党のような政党にも禁止された場合に限る）
- 「官から民へ」の民営化政策を見直し、必要な分野は再公営化をすすめる
- 政策決定過程の透明化と行政監視における当事者参画の徹底を制度化する。障害者、高齢者、子ども、生活困窮者、ニート・ひきこもり、LGBTQ+、被災者、外国人等のマイノリティ（社会的少数者）に関する政策決定における審議・検討過程、制度を執行する行政の監視機関等に、当事者を1/3から半数の割合で参加するしくみをつくる。
- 本会議及び委員会での発言の自由を保障し、抗議活動に対して安易な懲罰を課すことを禁止する
- 国会議員の質問権である「質問主意書」に対する答弁書の内容が形骸化していることを踏まえ、政府の答弁書作成過程の透明化と説明責任を明確化する
- 障害や病気、出産等の各議員の事情に応じた合理的配慮を目的として、本会議や各委員会等における審議や視察にオンライン方式の導入を検討する
- いわゆる「トンデモ法」を見直す
  - 防衛財源確保法（軍事費倍増・増税を可能に、第211回国会　2023年）
  - 防衛産業基盤強化法（武器輸出促進、第211回国会　2023年）
  - 特定秘密保護法（全体像が見えない機密指定のしくみ、第185回国会　2013年）
  - 組織犯罪処罰法改正（「共謀罪」法、第193回国会　2017年）
  - 重要土地利用規制法（外資規制を口実にした国民監視・私権制限、第204回国会　2021年））
  - 「安保法制」（平和安全法制整備法と国際平和支援法）（集団的自衛権行使容認、第189回国会　2015年）
  - GX電源法（老朽原発運転延長、第211回国会　2023年）
  - GX推進法（脱炭素に原発活用、第211回国会　2023年）
  - マイナンバー法改正（保険証廃止、第211回国会　2023年）
  - デジタル改革関連法（第204回国会　2021年）
  - 種子法廃止（種子法を廃止する規制緩和、第193回国会　2017年）
  - 種苗法改正（登録品種の自家増殖の権利を制限、第203回国会　2020年）
  - 農業競争力強化支援法（公的機関が有する種苗の知見民間事業者への提供を促進、第193回国会　2017年）
  - PFI法及び水道法改正（水道コンセッション推進、第196回国会、第197回国会　2018年）
  - 国家戦略特区法及び一連の改正（総理のトップダウンで利益誘導、第185回国会ほか　2013年）
  - 特定複合観光施設区域推進法及び整備法（IR整備法、カジノ解禁、第189回国会、第196回国会　2015年、2018年）
  - TPPなどのISDS条項を持つ自由貿易協定の見直しや再交渉（第192回国会ほか　2016年）
  - 大深度地下使用特措法（道路陥没による住民生活への影響や環境破壊のリニア新幹線などを促進）
  - 労働者派遣法改正（雇用の不安定化の根源、2004年）
  - 労働基準法改正（高度プロフェッショナル制度）（定額働かせ放題、第196回国会　2018年）
  - 医療介護総合確保推進法（病床削減推進、第186回国会　2014年）
  - 健康保険法改正（後期高齢者自己負担2倍、第211回国会　2023年）
  - 技能実習法及び入管法（1993年に創設された外国人労働者低賃金労働、廃止を目指す）
  - 入管法等改正（非人道的な難民の強制送還規制緩和、第211回国会　2023年）
  - 財務省設置法（設置目的に「健全な財政の確保」として緊縮財政・PB黒字化の根拠に、1999年）
  - 財政法（4条に赤字国債発行の禁止をうたうことが実情に合わない、1947年）
  - 改正国立大学法人法（国立大学運営に財界の意向を反映、第212回国会　2023年）
  - 科学技術振興機構法改正及び国際卓越研究大学法（大学ファンド法）（一部の先端大学だけに投資収益を配分、第204回国会、第208回国会　2021年、2022年）

#### 司法・行政改革
- 最高裁判官の国民審査を実効性のあるものに改正する
- 行政訴訟の立証責任を行政側に負わせる
- 取り調べの全過程の録画等による可視化を行う。また不当な長期拘留を禁止し、代用監獄を廃止する。
- 日本のみが立ち遅れている「再審制度」について、証拠開示についての理不尽な規制を廃止する

#### 選挙制度改革
- 供託金制度を廃止し、誰でも政治にチャレンジできる環境を作る
- 選挙運動のため選挙期間中に休暇が取得できるようにする
- 立候補休暇制度を法制化し、経験豊富な社会人が政治家を目指すことのできる環境を整備する
- 二大政党制の実現を目指して導入された小選挙区制ではなく、選挙区内でのより多様な意見が反映される選挙制度を目指し、比例代表制の強化などを含めて検討する
- 公職選挙法を改正し、障害や難病のある人が参加しやすい選挙制度を実現する
- 障害者議員が障害のない議員と同等に活動できるよう、議会などハード面のバリアフリー化をすすめる。また質疑や視察等における、個々の障害の状態に応じた合理的配慮を提供する。
- 教育における「主権者教育」を充実する
- 学校や自治体主催の消費者教育を充実させることで、マルチ商法など詐欺的手法の被害を減らす

#### 情報公開・公文書管理
- 国の根幹である「公文書管理」を見直す。メモや電子メールの類いにまで公文書の範囲を広げ、保存期間「1年未満」の区分を廃止する。
- 公文書管理に携わる専門部署（公文書管理庁）を設置し、すべての公文書をデジタル化し、半永久的にデジタル形式で保存する。説明責任及び歴史の検証に備えるために、公文書管理の専門職員を配置する。
- 刑法155条（公文書偽造等）や刑法156条（虚偽公文書作成等）に加え、新たに「公文書改ざん」についての罰則規定を創設し、森友学園問題の財務省の決裁文書改ざんのような事案の再発を防止する
- 記者クラブ制度を廃止し、自由な取材体制を保障する

### 憲法・外交安全保障

#### 憲法の尊重
- 安易な改憲ではなく、現行憲法の実践と必要な法制度の整備を行う
- 自民党の改憲4項目、「自衛隊の明記」「緊急事態条項」「合区の解消」「教育環境の充実」は、現行法の運用や改正で実施可能であり、改憲は必要ない
- 憲法9条が戦後の日本が度重なる「外圧」に対抗し、国際紛争に関与しないために寄与してきた役割は極めて重要であることを踏まえ、現行の条文は維持する
- 憲法53条の臨時国会召集規定については、国会法などにおいて、憲法に規定する「衆参いづれかの議員の総議員の4分の1以上の要求があった場合」に、明確に期限を区切って招集を決定することを政府に義務付けるように改める
- 憲法25条の「すべて国民は、健康で文化的な最低限度の生活を営む権利を有する」という権利を守るため、積極財政で25条2項の「社会福祉、社会保障及び公衆衛生の向上及び増進に努めなければならない」を実践する
- 有事に政府への権限集中を認める緊急事態条項の新設は行わない
- 財政均衡の規定の創設は行わない

#### 外交安全保障
- 「対米追従外交」から脱却する。日本と米国が平等な主権国家同士の関係を築くために、日米間のこれまでの密接な友好関係は維持しつつ、アメリカ追従の外交政策を見直す。
- 私たちアジア太平洋地域に生きる者が再び戦う惨禍が起きることのないよう、日本国憲法の理念を活かした「平和外交の徹底」を貫徹することを「わが国の外交の基本方針」に据える
- 民主的な相互互恵の関係をASEAN諸国と結び、経済連携を深める
- 北東アジア非核地帯条約の創設を目指し、地域の安全保障対話を促進する
- 憲法上、行使することができない集団的自衛権の行使を盛り込んだ2015年の安保法制による一連の法改正は違憲であり、白紙撤回する。敵基地攻撃能力の保有を明記した岸田政権の「安保3文書」も同様に白紙撤回する。
- 防衛財源確保法に関しては、いたずらな軍拡と国民負担につながるため廃止する
- 2023年から5年間で43兆円の軍事費倍増計画を中止し、非軍事の「メイド・イン・ジャパン」に投資する
- 防衛装備移転3原則の相次ぐ緩和に対しては歯止めをかけ、防衛装備品の海外輸出は行わない
- 沖縄県が翁長県政時代の2017年9月に提起した要請書（日米地位協定の見直しに関する要請）に書かれた条項（11項目）のもとで日米地位協定の改定及び地元の基地負担軽減や横田空域などの管制権、航空法など国内法の適用などを求める
- 「思いやり予算」については現行の日米地位協定でも求められていないため、廃止する
- 現在の日米合同委員会は廃止する。過去の議事録や資料については国立公文書館に所蔵し公表する。
- 沖縄県の住民の意思を尊重し、辺野古新基地建設は中止する。南西諸島のミサイル基地化は行わない。米国政府にカリフォルニアなど米本土への海兵隊移転を要請する。
- 核兵器禁止条約を早期に署名・批准する
- アジア太平洋諸国の大学や大学院等に留学する学生への特別奨学生制度を創設し、対米関係だけではなく、アジアにおける草の根の人的交流を拡大・深化させる「アジア太平洋人材交流ネットワーク」を構築する
- 大国の世界秩序に対する国際法に反する現状変更の試みについては諸外国と連携して、国際法遵守を求める
- 諸外国への民主化・人道主義を名目にした軍事介入には距離を置き、専守防衛と外交努力による問題解決、民生の人道支援を基本とする
- これまでの「アメリカ頼み」の政策から脱却し、日本独自の問題として日朝間での直接交渉を目指す。民間外交、議員外交なども駆使するとともに、文化・芸術あらゆる面での交流も活用して、日朝間のチャンネルづくりを急ぐ。
- 拉致問題の解決に向けて、日朝・日韓関係を修復する
- 中国との関係を重視し、緊張する米中関係の橋渡し役を担い、緩和に努める
- 北朝鮮による拉致被害者や行方不明者、帰還事業の日本人妻や子どもたちへの「人道的配慮」に基づく帰国のために、政党外交、議員外交など従来の政府だけのチャンネルに依存しない平和外交を展開する
- 北朝鮮側の「拉致問題は解決済み」の主張を覆すため、独自生存情報等の取得に全力を尽くす。北朝鮮への戦後補償は必須のことであり、それらを具体的に提示することで、北朝鮮側が拉致問題に対して真摯な態度を示す動機付けとする。

### 地方自治・地方財政

#### 地方自治
- 住民投票は有権者の5%の請求で実施を義務付ける
- 無作為抽出市民による会議や住民参加型予算に取り組む
- 大型公共事業など重要議案や市民からの請求により、行政・議会からの住民説明会・公聴会を義務付ける
- 地方からの提案制度を充実させ、国の政策を現場で実践する地方自治体からチェックする
- 地方分権、市民自治をすすめることが地方経済を活性化させるとの認識のもと、地方議会においても国の経済政策の充実を訴えて、「地方から国を揺らす」政治を実現する

#### 地方財政
- 消費税を廃止し、国から地方への交付金を増やす。過去の「トップランナー方式」のような、国による地方財政の削減強要をやめさせ、自治体の財政を豊かにする。
- 地方交付税交付金を一定水準に抑えている、「一般財源総額実質同水準ルール」を見直す
- 施設などのハード事業だけでなく、子育て支援などのソフト事業にも地方債の発行を可能にする制度改正を行い、返済年限も長期化させる
- 国が地方に押し付けている「国が返済を約束した地方債」や、「過去の特別会計の借金」は地方公共団体金融機構が買い取る。機構はその資金を得るために債券を発行し、日銀がこれを引き受ける。
- 景気の過熱時には地方法人税の増税などを実施する
- 地方に使い途を委ねる、地方一括交付金を増やす
- 税収が不足した場合、不足分を国と地方が折半するルールを廃止し、国が地方の財源不足分に責任を持つ
- 地方銀行・地方信用金庫と連携し、地方債については償還ではなく借り換えを推奨する。また地方債の借り換えに際しては、現金による「減債基金」の積み立て義務を免除するか、地方債の償還年限を延長する。
- ふるさと納税は、返礼品競争による自治体間の財源の奪い合いとなっているため、特産物の開発やそれを利用した商品開発の意欲を削がないように注意しながら、抜本的見直しを行う

### 緊急政策
上記の「基本政策」かられいわ新選組の要である政策を抜き出してまとめられている。

## 他党・他の組織との関係
平和安全法制、テロ等準備罪など、安倍政権下で成立・改正された法律の多くを「トンデモ法」と位置づけ、廃止や見直しを主張している。これらの法の廃止・抜本的改正で共闘体制をとる日本共産党、立憲民主党、社会民主党らの野党共闘については「消費税の5%への減税」を共闘条件に定めている。
同じく消費税減税を訴える共産党との二党関係については、2019年9月12日「野党連合政権」構想への呼び掛けに呼応しており消費税の5%への減税を目標とした協力合意を締結した。一方共産党は「5％減税に賛成しなければ、野党共闘を行わないという立場には立たない」とし、消費税減税に慎重的な立憲民主党らとの共闘も維持する方針である。
行政改革・小さな政府を掲げる日本維新の会（大阪維新の会）とは政策を巡り激しく対決している。かつて大阪府知事（当時）の橋下徹に抗議したことで話題となった元大阪府職員の大石晃子や、松井一郎による民事裁判の被告人となった水道橋博士を選挙で擁立し、両者とも当選している。
NHKと裁判してる党弁護士法72条違反での党首・立花孝志は2021年10月に行われた日本記者クラブ主催の党首討論会にて、れいわ新選組の政治姿勢に対し「詐欺的な貧困ビジネスではないか。できもしない公約でそういった（経済的に苦しい）方からお金を集めるというのは」と指摘した。それに対して、山本は党の活動に多額の資金がかかるのは事実と認めた上で「N党さんも、NHKぶっ壊せたわけではないですよね」と切り返した。また、水道橋も政見放送で「NHKはぶっ壊さない！」と発言している。
2024年衆院選では野党共闘が崩壊。山本は「今何かしらのラッキーが重なって立憲民主党が政権をとったところで、日本に生きる人々はおそらく幸せにはならない」「自民党さえ一気には踏み込めなかった“汚れ仕事”を全部、民主党政権のうちにやり、政権を自民党に奉還した。自民党のコピーでしかなく、そこに人権風味、リベラル風味のふりかけをまぶしているだけ」と批判した。

### 支持・協力関係にある組織
| カテゴリー   | 団体                                                       |
| ------------ | ---------------------------------------------------------- |
| 社会運動団体 | - 長周新聞社 - レイバーネット日本 - 部落解放同盟全国連合会 |

## 役職

### 歴代代表一覧
| 代 | 代表 | 代表     | 代 表 選     | 就任日 退任日               | 備考 | 期 |
| -- | ---- | -------- | ------------ | --------------------------- | ---- | -- |
| 1  |      | 山本太郎 | 無           | 2019年4月1日 2022年12月31日 |      | 1  |
| 1  | 般   | 山本太郎 | 2023年1月1日 | 任期は2025年12月末まで      | 2    |    |

### 党役員・スタッフ

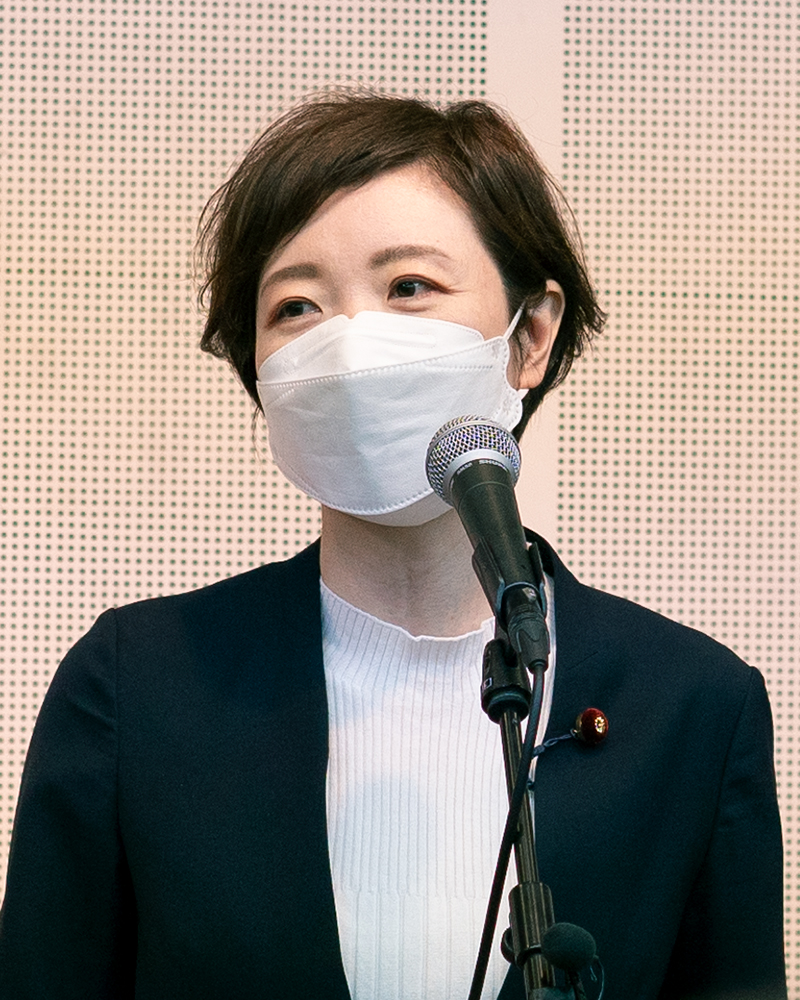
共同代表・大石晃子

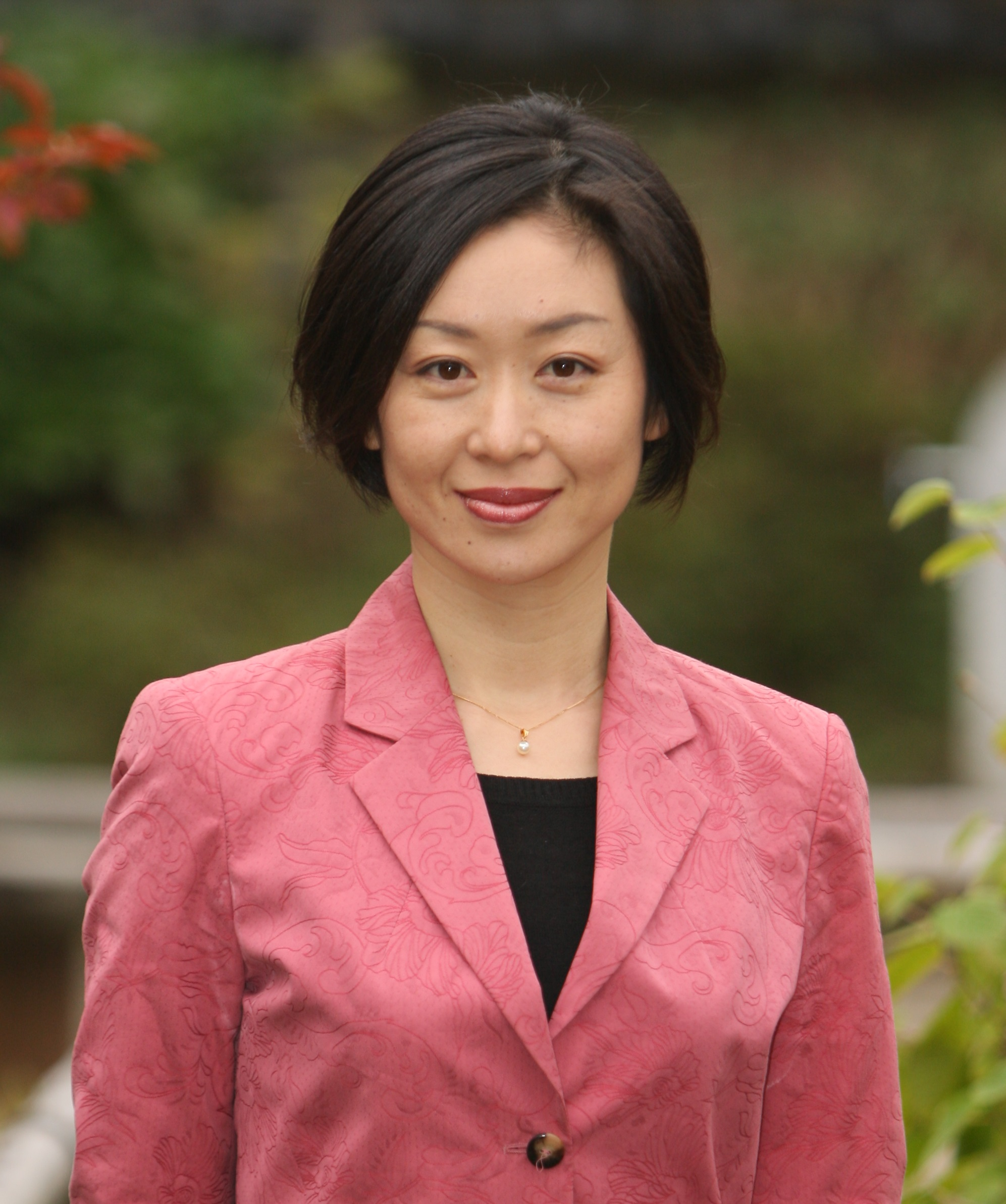
共同代表・櫛渕万里

- 2025年8月6日現在[174]

| 役職                                       | 人物       | 区分       |
| ------------------------------------------ | ---------- | ---------- |
| 代表・選挙対策委員長                       | 山本太郎   | 参議院議員 |
| 共同代表・政策審議会長                     | 大石晃子   | 衆議院議員 |
| 共同代表・政策審議会長代理・衆議院会長     | 櫛渕万里   | 衆議院議員 |
| 副代表・参議院会長・参議院国会対策副委員長 | 木村英子   | 参議院議員 |
| 副代表                                     | 多ケ谷亮   | 衆議院議員 |
| 幹事長                                     | 高井崇志   | 衆議院議員 |
| 副幹事長                                   | 阪口直人   | 衆議院議員 |
| 国会対策委員長                             | 山川仁     | 衆議院議員 |
| 幹事・国会対策副委員長                     | 上村英明   | 衆議院議員 |
| 参議院国会対策委員長                       | 伊勢崎賢治 | 参議院議員 |
| 幹事                                       | 大島九州男 | 参議院議員 |
| 幹事                                       | 天畠大輔   | 参議院議員 |
| 幹事                                       | 八幡愛     | 衆議院議員 |
| 幹事                                       | 佐原若子   | 衆議院議員 |
| 幹事                                       | 奥田芙美代 | 参議院議員 |

### 歴代の主な役員表
| 代表     | 共同代表 | 共同代表 | 副代表   | 副代表    | 副代表   | 幹事長   | 政策審議 会長 | 国会対策 委員長 | 選挙対策 委員長 | 就任年月   |
| -------- | -------- | -------- | -------- | --------- | -------- | -------- | ------------- | --------------- | --------------- | ---------- |
| 山本太郎 |          |          |          |           |          |          |               |                 | 沖永明久        | 2019年4月  |
| 山本太郎 | 舩後靖彦 | 木村英子 |          | 2020年8月 |          |          |               |                 |                 |            |
| 山本太郎 | 舩後靖彦 | 木村英子 | 高井崇志 | 大石晃子  | 多ケ谷亮 | 山本太郎 | 2021年12月    |                 |                 |            |
| 山本太郎 | 舩後靖彦 | 木村英子 | 高井崇志 | 大石晃子  | 多ケ谷亮 | 山本太郎 | 大石晃子      | 櫛渕万里        | 2022年12月      |            |
| 山本太郎 | 舩後靖彦 | 木村英子 | 高井崇志 | 大石晃子  | 多ケ谷亮 | 山本太郎 | 大石晃子      | 櫛渕万里        | 山川仁          | 2024年11月 |

## 党勢

### 衆議院
| 選挙         | 年       | 当選/候補者 | 定数 | 得票数（得票率） | 得票数（得票率）  | 備考   |
| 選挙         | 年       | 当選/候補者 | 定数 | 小選挙区         | 比例代表          | 備考   |
| ------------ | -------- | ----------- | ---- | ---------------- | ----------------- | ------ |
| （結党時）   | (2019年) | 0/-         | 465  |                  |                   | 入党+1 |
| 第49回総選挙 | 2021年   | 3/21        | 465  | 248,280 (0.43%)  | 2,215,648 (3.86%) |        |
| 第50回総選挙 | 2024年   | 9/35        | 465  | 425,445 (0.78%)  | 3,805,060 (6.98%) |        |

### 参議院
| 選挙           | 年       | 当選/候補者 | 非改選 | 議席計 | 定数 | 得票数（得票率）   | 得票数（得票率）   | 備考 |
| 選挙           | 年       | 当選/候補者 | 非改選 | 議席計 | 定数 | 選挙区             | 比例代表           | 備考 |
| -------------- | -------- | ----------- | ------ | ------ | ---- | ------------------ | ------------------ | ---- |
| （結党時）     | (2019年) | 1/-         | -      | 1      |      |                    |                    |      |
| 第25回通常選挙 | 2019年   | 2/10        | 0      | 2      | 245  | 214,438（0.4%）    | 2,280,252（4.6%）  |      |
| 第26回通常選挙 | 2022年   | 3/14        | 2      | 5      | 248  | 989,716（1.86%）   | 2,319,156（4.37%） |      |
| 第27回通常選挙 | 2025年   | 3/24        | 3      | 6      | 248  | 1,881,606（3.18%） | 3,879,914（6.56%） |      |

### 所属議員

#### 国会議員
- 所属国会議員15名（衆議院議員9名・参議院議員6名）

| 高井崇志 （4回、比例北関東、埼玉13区） | 櫛渕万里 （3回、比例東京、東京14区） | 阪口直人 （3回、比例東海、岐阜3区） |
| 多ケ谷亮 （2回、比例南関東、千葉11区） | 大石晃子 （2回、比例近畿、大阪5区）  | 八幡愛 （1回、比例近畿、大阪13区）  |
| 佐原若子 （1回、比例東北）             | 上村英明 （1回、比例東海）           | 山川仁 （1回、比例九州、沖縄4区）   |

| 2028年改選 | 山本太郎 （2回・衆1回、東京） | 大島九州男 （3回、比例） | 天畠大輔 （1回、比例）   |
| 2031年改選 | 木村英子 （2回、比例）        | 伊勢崎賢治 （1回、比例） | 奥田芙美代 （1回、比例） |

#### 地方議員
| 北海道     | 加藤敏晃 （新十津川町）     | 佐々木一夫 （深川市）         |                           |                               |                                     |
| 東北       | 縄手豊子 （岩手県盛岡市）   | 古山唯 （福島県郡山市）       |                           |                               |                                     |
| 関東       | 毛呂一夫 （埼玉県北本市）   | 小泉誠 （埼玉県深谷市）       | 赤川洋二 （埼玉県所沢市） | 小林透 （埼玉県川越市）       | 海野隆 （茨城県阿見町）             |
| 関東       | 出澤大 （茨城県牛久市）     | 三宅桂子 （千葉県船橋市）     | 門田直人 （千葉県市川市） | 若狭朋広 （千葉県柏市）       | たかとりりょうへい （千葉県茂原市） |
| 東京都     | 堀切稔仁 （渋谷区）         | 野口中央 （府中市）           | 石井れいこ （三鷹市）     | 寺田一智 （大田区）           | 佐藤司 （北区）                     |
| 東京都     | 井関源二 （中野区）         | みやかおり （世田谷区）       | 永倉茂和 （小平市）       | 沢居恵美 （新宿区）           | 鹿山玲子 （東久留米市）             |
| 東京都     | 高橋まゆみ （足立区）       | 鈴木ほの香 （調布市）         | 塚田寿子 （豊島区）       | 川畑善智 （中央区）           | 森慶二郎 （港区）                   |
| 東京都     | 山名奏子 （杉並区）         | 高野文生 （国分寺市）         | 柳沢聡 （品川区）         | 風沢純子 （台東区）           | 中尾文人 （昭島市）                 |
| 東京都     | 小出真亜里 （目黒区）       | 田村宏 （江戸川区）           | 山口哲子 （練馬区）       |                               |                                     |
| 中部       | 西田久代 （愛知県豊田市）   | 菅谷竜 （愛知県豊橋市）       | 林正子 （愛知県豊川市）   | 可児隆 （岐阜県岐阜市）       | 犬飼このり （静岡県伊東市）         |
| 中部       | 竹元完奈 （長野県下諏訪町） |                               |                           |                               |                                     |
| 近畿       | 山田紗保 （大阪府豊中市）   | 伊藤勇樹 （大阪府東大阪市）   | 牧馨 （大阪府箕面市）     | 森本れいこ （大阪府茨木市）   | 佐野宏美 （兵庫県西宮市）           |
| 近畿       | 後藤海 （兵庫県市川町）     | やはたオカン （兵庫県尼崎市） |                           |                               |                                     |
| 中国・四国 | 竹村克司 （山口県下関市）   | 山田由美 （広島県福山市）     | 長島和孝 （島根県出雲市） | 渡部としふみ （愛媛県西条市） |                                     |
| 九州・沖縄 | 有村博 （福岡県春日市）     | 下門あいか （沖縄県浦添市）   |                           |                               |                                     |

## 書籍

### 書籍
- 「れいわ現象」の正体（2019年12月11日、ISBN 978-4591164891）ポプラ社 著：牧内昇平
- #あなたを幸せにしたいんだ 山本太郎とれいわ新選組（2019年12月13日、ISBN 978-4087808940）集英社 著：山本太郎

### 雑誌
- Newsweek (ニューズウィーク日本版) 2019年11月5日号 [山本太郎現象] （2019年10月29日、ASIN B07YTDDCT3）CCCメディアハウス
- まるごと山本太郎 れいわ新選組 (週刊金曜日 2019年11月28日臨時増刊号)（2019年11月28日、ASIN B07Z75PQ8K）週刊金曜日

## メディア

### 映画「れいわ一揆」
- 2019年7月の参院選でれいわ旋風を巻き起こしたれいわ新選組の選挙戦を、れいわから立候補した安冨歩の選挙活動への密着を通じて追いかけたドキュメント映画。製作は「ゆきゆきて、神軍」で知られる原一男監督（この映画はれいわ新選組の選挙が撮影対象となったもので、れいわ新選組自体は、製作には関与していない[179]）。
- 2019年10月28日には東京国際映画祭（日本映画スプラッシュ部門）に参加、オープニングのレッドカーペットに安冨らが登場[180]、11月2日にはワールドプレミアで初上映される[181]。
- 2020年 「れいわ一揆」が1月にロッテルダム国際映画祭（The Tyger Burns部門）、2月にニューヨーク近代美術館（MoMA Doc Fortnight 2020）で上映。4月17日から全国で順次公開予定[182][183][184]だったが、新型コロナウイルス感染拡大の影響を受け公開延期が発表され[185][186][187]、9月11日から全国公開[188]。9月18日から韓国のDMZ国際ドキュメンタリー映画祭で上映[189][190]。
- 2021年2月、「れいわ一揆」が毎日映画コンクールドキュメンタリー映画賞を受賞[191]。

### 書籍
- れいわ一揆 製作ノート（2020年8月31日[192]、ISBN 978-4774407265）皓星社 著：原一男＋風狂映画舎

## デザイン
ロゴは新選組の隊旗を模したピンク色の旗のイラストに「れいわ」、その下に手書き文字で「新選組」とあり、その右横に猫の肉球がデザインされている。最下部には、ローマ字で「REIWA SHINSENGUMI」と書かれたものと、ひらがなで「れいわしんせんぐみ」と書かれたものがある。